# Чемпионат мира по хоккею с шайбой 2018
Чемпионат мира по хоккею с шайбой 2018 — 82-й по счёту чемпионат, который проходил с 4 по 20 мая 2018 года в Дании: в Копенгагене и Хернинге.
Сборная Швеции защитила чемпионский титул в финальном матче со сборной Швейцарии, став чемпионом мира второй раз подряд. Третье место заняла сборная США, которая обыграла сборную Канады в матче за бронзу.
Впервые в истории на чемпионате мира выступила сборная Республики Корея.

## Выбор места проведения
На право проведения чемпионата мира было подано две заявки от Дании и Латвии, которая уже принимала чемпионат мира.
По результатам голосования была выбрана Дания. Такое решение было принято 23 мая 2014 года на конгрессе Международной федерации хоккея с шайбой, который проходил в Минске, Белоруссия. Эта страна впервые приняла чемпионат мира.
| Страна | Голоса |
| Дания  | 95     |
| Латвия | 12     |

## Арены
Матчи чемпионата прошли в двух городах: Копенгагене и Хернинге.
| Дания                          | Дания                                              | Дания                                  |
| Копенгаген                     | Роял Арена · (Копенгаген) Боксен Арена · (Хернинг) | Хернинг                                |
| ------------------------------ | -------------------------------------------------- | -------------------------------------- |
| Роял Арена Вместимость: 12 500 | Роял Арена · (Копенгаген) Боксен Арена · (Хернинг) | Йюске-банк-боксен Вместимость: 11 000. |
|                                | Роял Арена · (Копенгаген) Боксен Арена · (Хернинг) |                                        |

## Регламент
16 сборных разделены на две группы по 8 команд. Турнир в группах проводится по круговой системе (каждый играет с каждым). Команды, занявшие первые 4 места, выходят в плей-офф, а команды, занявшие восьмые места, выбывают в первый дивизион чемпионата мира 2019 года.
В случае, если сборная Словакии займёт 8-е место в своей группе, она не отправится в первый дивизион, так как Словакия является страной-организатором следующего чемпионата мира. Вместо неё в таком случае выбыванию будет подлежать сборная, занявшая 7-е место.
Определение положений команд в группе:
1. по набранным очкам
2. по очной встрече (для 2 команд, набравших одинаковое количество очков)
3. по встречам между 3 и более командами, набравшими одинаковое количество очков (здесь и далее правила применяются для 3 и более команд, среди которых нужно выявить лучшую)
4. по разнице забитых-пропущенных шайб
5. по числу забитых шайб
6. по результатам встреч с командой, занявшей на одно более высокое место, чем 3 или более команды, среди которых нужно выявить лучшую
7. по результатам встреч с командой, занявшей на два более высокое место, чем 3 или более команды, среди которых нужно выявить лучшую
8. по номеру посева

Плей-офф включает в себя четвертьфинал, полуфинал, матч за 3-е место и финал. В четвертьфинале команды играют крест-накрест: команды, занявшие 1-е места в своей группе, играют с командами, занявшими 4-е места в другой группе, команды, занявшие 2-е места в своей группе сыграют с командами, занявшими 3-е места в другой группе. Команды победившие в четвертьфинале, выходят в полуфинал. Команды победившие в полуфинале выходят в финал, а проигравшие играют матч за 3-е место.
В случае ничьей в основное время на групповом этапе проводится 5-минутный овертайм (в формате 3 на 3), а затем серия буллитов. В серии буллитов каждая команда пробивает по пять бросков. В случае ничьей на этапе плей-офф, а именно в четвертьфиналах, полуфиналах и матче за 3-е место проводится 10-минутный овертайм (в формате 4 на 4), и затем серия буллитов. В случае ничьей в финале проводится 20-минутный овертайм (в формате 4 на 4) и после серия буллитов.

## Участники
Своё участие в чемпионате гарантировала Дании на правах страны-хозяйки, а также сборные Австрии и Республики Корея, которые заняли два первых места на турнире первого дивизиона ЧМ-2017. Ещё 13 сборных квалифицировались на турнир по итогам ЧМ-2017.
| 13 из Европы | Австрия ^          | Беларусь ∗ | Германия ∗ | Дания ∗ +   |
| 13 из Европы | Латвия ∗           | Норвегия ∗ | Россия ∗   | Словакия ∗  |
| 13 из Европы | Финляндия ∗        | Франция ∗  | Чехия ∗    | Швейцария ∗ |
| 13 из Европы | Швеция ∗           |            |            |             |
| 2 из Северной Америки | Канада ∗           | США ∗      |            |             |
| 1 из Азии | Республика Корея ^ |            |            |             |
| Примечание: * - 14 команд автоматически квалифицировались в высший дивизион по итогам ЧМ-2017 ^ - 2 команды перешли в высший дивизион по итогам первого дивизиона ЧМ-2017 + - страна-хозяйка |                    |            |            |             |

## Судьи
ИИХФ выбрала 16 главных и 16 линейных судей в качестве официальных судей на чемпионате мира по хоккею в 2018 году. Ими стали:
| - Алекси Рантала - Микко Каукокари - Марк Лемелин - Бретт Айверсон - Оливье Гуэн - Антонин Ержабек - Ян Грибик - Гордон Шукис | - Роман Гофман - Константин Оленин - Тобиас Верли - Линус Элунд - Микаэль Шёквист - Йозеф Кубуш - Тимоти Майер - Стивен Рено |

| - Дмитрий Голяк - Дастин Маккранк - Натан Ванустен (Nathan Vanoosten) - Мирослав Лготский - Рене Йенсен - Ханну Сормунен - Сакари Суоминен - Лукас Кольмюллер | - Юн Килиан - Александр Отмахов - Глеб Лазарев - Никола Флюри - Петер Шефчик - Андреас Мальмквист - Брайан Оливер - Джейк Дэвис |

## Предварительный раунд
|  | Команды, выходящие в четвертьфинал                                          |
|  | Команды, переходящие в группу A первого дивизиона чемпионата мира 2019 года |

### Группа A (Копенгаген)

#### Таблица
| М | Сборная   | И | В | ВО | ПО | П | ШЗ | ШП | РШ  | О  |
| - | --------- | - | - | -- | -- | - | -- | -- | --- | -- |
| 1 | Швеция    | 7 | 6 | 1  | 0  | 0 | 31 | 9  | +22 | 20 |
| 2 | Россия    | 7 | 5 | 0  | 1  | 1 | 32 | 10 | +22 | 16 |
| 3 | Чехия     | 7 | 3 | 3  | 0  | 1 | 27 | 15 | +12 | 15 |
| 4 | Швейцария | 7 | 3 | 1  | 1  | 2 | 25 | 19 | +6  | 12 |
| 5 | Словакия  | 7 | 3 | 0  | 2  | 2 | 19 | 20 | -1  | 11 |
| 6 | Франция   | 7 | 2 | 0  | 0  | 5 | 13 | 29 | -16 | 6  |
| 7 | Австрия   | 7 | 1 | 0  | 1  | 5 | 13 | 30 | -17 | 4  |
| 8 | Беларусь  | 7 | 0 | 0  | 0  | 7 | 8  | 36 | -28 | 0  |

Начало матчей указано по центральноевропейскому летнему времени (UTC+2:00)

#### Результаты
| 4 мая 2018 16:15 | Россия | 7 : 0 (3:0, 1:0, 3:0) | Франция | Роял Арена, Копенгаген Зрителей: 6453 |

| Отчёт | Отчёт                          | Отчёт   | Отчёт                                                  | Отчёт                                                                         |
| --- | ------------------------------ | ------- | ------------------------------------------------------ | ----------------------------------------------------------------------------- |
| |                                |         |                                                        |                                                                               |
| | Василий Кошечкин — 00:00-60:00 | Вратари | 00:00-40:00 — Флориан Арди 40:00-60:00 — Ронан Кеменер | Судьи: Ян Грибик Микаэль Шёквист Линейные судьи: Петер Шефчик Сакари Суоминен |
| | Голы:                          |         |                                                        | Судьи: Ян Грибик Микаэль Шёквист Линейные судьи: Петер Шефчик Сакари Суоминен |
| Кирилл Капризов — 07:08 (Е. Дадонов, Н. Зайцев) Павел Бучневич (бол.) — 08:18 (М. Григоренко, Н. Нестеров) Евгений Дадонов — 10:22 (К. Капризов, Д. Хафизуллин) Кирилл Капризов — 37:59 (П. Дацюк, Н. Зайцев) Александр Барабанов — 42:36 (Б. Киселевич, И. Каблуков) Максим Шалунов (бол.) — 44:50 (П. Дацюк, Д. Хафизуллин) Артём Анисимов (бол.) — 57:13 (Н. Нестеров, М. Григоренко) | 1:0 2:0 3:0 4:0 5:0 6:0 7:0    |         |                                                        | Судьи: Ян Грибик Микаэль Шёквист Линейные судьи: Петер Шефчик Сакари Суоминен |
| |                                |         |                                                        | Судьи: Ян Грибик Микаэль Шёквист Линейные судьи: Петер Шефчик Сакари Суоминен |
| |                                |         |                                                        | Судьи: Ян Грибик Микаэль Шёквист Линейные судьи: Петер Шефчик Сакари Суоминен |
| |                                |         |                                                        | Судьи: Ян Грибик Микаэль Шёквист Линейные судьи: Петер Шефчик Сакари Суоминен |
| 6 мин | Штраф                          | 8 мин   |                                                        | Судьи: Ян Грибик Микаэль Шёквист Линейные судьи: Петер Шефчик Сакари Суоминен |
| |                                |         |                                                        |                                                                               |
| | 39                             | Броски  | 10                                                     |                                                                               |

| 4 мая 2018 20:15 | Швеция | 5 : 0 (2:0, 2:0, 1:0) | Беларусь | Роял Арена, Копенгаген Зрителей: 10 884 |

| Отчёт | Отчёт                          | Отчёт   | Отчёт                                                       | Отчёт                                                                                 |
| --- | ------------------------------ | ------- | ----------------------------------------------------------- | ------------------------------------------------------------------------------------- |
| |                                |         |                                                             |                                                                                       |
| | Магнус Хелльберг — 00:00-60:00 | Вратари | 00:00-33:45 — Иван Кульбаков 33:45-60:00 — Михаил Карнаухов | Судьи: Микко Каукокари Тобиас Верли Линейные судьи: Мирослав Лготский Дастин Маккранк |
| | Голы:                          |         |                                                             | Судьи: Микко Каукокари Тобиас Верли Линейные судьи: Мирослав Лготский Дастин Маккранк |
| Лиас Андерссон — 09:17 (А. Кемпе, Д. Эверберг) Густав Нюквист — 09:45 (Дж. Клингберг, Х. Линдхольм) Маттиас Янмарк — 23:49 (Р. Ракелль, М. Зибанежад) Рикард Ракелль — 33:45 Мика Зибанежад — 56:11 (М. Янмарк, Р. Ракелль) | 1:0 2:0 3:0 4:0 5:0            |         |                                                             | Судьи: Микко Каукокари Тобиас Верли Линейные судьи: Мирослав Лготский Дастин Маккранк |
| |                                |         |                                                             | Судьи: Микко Каукокари Тобиас Верли Линейные судьи: Мирослав Лготский Дастин Маккранк |
| |                                |         |                                                             | Судьи: Микко Каукокари Тобиас Верли Линейные судьи: Мирослав Лготский Дастин Маккранк |
| |                                |         |                                                             | Судьи: Микко Каукокари Тобиас Верли Линейные судьи: Мирослав Лготский Дастин Маккранк |
| 8 мин | Штраф                          | 4 мин   |                                                             | Судьи: Микко Каукокари Тобиас Верли Линейные судьи: Мирослав Лготский Дастин Маккранк |
| |                                |         |                                                             |                                                                                       |
| | 36                             | Броски  | 27                                                          |                                                                                       |

| 5 мая 2018 12:15 | Швейцария | 3 : 2 (ОТ) (1:0, 1:1, 0:1, 1:0) | Австрия | Роял Арена, Копенгаген Зрителей: 5019 |

| Отчёт | Отчёт                          | Отчёт                                                                                          | Отчёт                            | Отчёт                                                                               |
| --- | ------------------------------ | ---------------------------------------------------------------------------------------------- | -------------------------------- | ----------------------------------------------------------------------------------- |
| |                                |                                                                                                |                                  |                                                                                     |
| | Леонардо Дженони — 00:00-63:18 | Вратари                                                                                        | 00:00-63:18 — Бернхард Штаркбаум | Судьи: Константин Оленин Микаэль Шёквист Линейные судьи: Дмитрий Голяк Глеб Лазарев |
| | Голы:                          |                                                                                                |                                  | Судьи: Константин Оленин Микаэль Шёквист Линейные судьи: Дмитрий Голяк Глеб Лазарев |
| Нино Нидеррайтер — 18:28 (Э. Корви, Г. Хофманн) Гаэтан Хаас — 24:14 (Т. Шервей, М. Мюллер) Энцо Корви — 63:18 (Н. Нидеррайтер) | 1:0 2:0 2:1 2:2 3:2            | 34:50 — Доминик Цвергер (бол.) (А. Раухенвальд, Л. Хаудум) 46:28 — Мануэль Ганаль (П. Шнайдер) |                                  | Судьи: Константин Оленин Микаэль Шёквист Линейные судьи: Дмитрий Голяк Глеб Лазарев |
| |                                |                                                                                                |                                  | Судьи: Константин Оленин Микаэль Шёквист Линейные судьи: Дмитрий Голяк Глеб Лазарев |
| |                                |                                                                                                |                                  | Судьи: Константин Оленин Микаэль Шёквист Линейные судьи: Дмитрий Голяк Глеб Лазарев |
| |                                |                                                                                                |                                  | Судьи: Константин Оленин Микаэль Шёквист Линейные судьи: Дмитрий Голяк Глеб Лазарев |
| 29 мин | Штраф                          | 6 мин                                                                                          |                                  | Судьи: Константин Оленин Микаэль Шёквист Линейные судьи: Дмитрий Голяк Глеб Лазарев |
| |                                |                                                                                                |                                  |                                                                                     |
| | 41                             | Броски                                                                                         | 19                               |                                                                                     |

| 5 мая 2018 16:15 | Франция | 6 : 2 (2:1, 1:0, 3:1) | Беларусь | Роял Арена, Копенгаген Зрителей: 6529 |

| Отчёт | Отчёт                           | Отчёт | Отчёт                                                       | Отчёт                                                                        |
| --- | ------------------------------- | --- | ----------------------------------------------------------- | ---------------------------------------------------------------------------- |
| |                                 | |                                                             |                                                                              |
| | Флориан Арди — 00:00-60:00      | Вратари | 00:00-13:33 — Иван Кульбаков 13:33-60:00 — Михаил Карнаухов | Судьи: Оливье Гуэн Марк Лемелин Линейные судьи: Никола Флюри Сакари Суоминен |
| | Голы:                           | |                                                             | Судьи: Оливье Гуэн Марк Лемелин Линейные судьи: Никола Флюри Сакари Суоминен |
| Дамьен Флёри — 03:33 (С. Да Коста) Стефан Да Коста — 13:33 (Дж. Жаниль) Лоик Ламперье — 38:42 (В. Клеро, К. Экфёй) Антонен Манавьян (бол.) — 42:17 (С. Да Коста, Д. Флёри) Антони Гюттиг — 47:57 (Дж. Перре, Ф. Дуай) Джордан Перре (бол.) — 57:56 (Г. Леклерк, К. Экфёй) | 1:0 2:0 2:1 3:1 4:1 5:1 5:2 6:2 | 19:36 — Александр Павлович (бол.) (П. Развадовский, П. Воробей) 54:46 — Павел Воробей (бол.) (Дж. Платт, Д. Коробов) |                                                             | Судьи: Оливье Гуэн Марк Лемелин Линейные судьи: Никола Флюри Сакари Суоминен |
| |                                 | |                                                             | Судьи: Оливье Гуэн Марк Лемелин Линейные судьи: Никола Флюри Сакари Суоминен |
| |                                 | |                                                             | Судьи: Оливье Гуэн Марк Лемелин Линейные судьи: Никола Флюри Сакари Суоминен |
| |                                 | |                                                             | Судьи: Оливье Гуэн Марк Лемелин Линейные судьи: Никола Флюри Сакари Суоминен |
| 10 мин | Штраф                           | 16 мин |                                                             | Судьи: Оливье Гуэн Марк Лемелин Линейные судьи: Никола Флюри Сакари Суоминен |
| |                                 | |                                                             |                                                                              |
| | 30                              | Броски | 40                                                          |                                                                              |

| 5 мая 2018 20:15 | Чехия | 3 : 2 (ОТ) (0:1, 1:1, 1:0, 1:0) | Словакия | Роял Арена, Копенгаген Зрителей: 12 490 |

| Отчёт | Отчёт                                                | Отчёт                                                                                    | Отчёт                      | Отчёт                                                                                  |
| --- | ---------------------------------------------------- | ---------------------------------------------------------------------------------------- | -------------------------- | -------------------------------------------------------------------------------------- |
| |                                                      |                                                                                          |                            |                                                                                        |
| | Павел Францоуз — 00:00-57:15 57:21-57:32 59:50-62:09 | Вратари                                                                                  | 00:00-62:09 — Марек Чилиак | Судьи: Микко Каукокари Тимоти Майер Линейные судьи: Андреас Мальмквист Дастин Маккранк |
| | Голы:                                                |                                                                                          |                            | Судьи: Микко Каукокари Тимоти Майер Линейные судьи: Андреас Мальмквист Дастин Маккранк |
| Доминик Кубалик — 21:04 (А. Нестрашил, Д. Яшкин) Мартин Нечас — 59:50 (Д. Кубалик) Дмитрий Яшкин — 62:09 (А. Полашек, А. Нестрашил) | 0:1 :1 1:2 :2 3:2                                    | 07:33 — Михал Кристоф (бол.) (А. Секера, Л. Надь) 25:29 — Андрей Секера (бол.) (Л. Надь) |                            | Судьи: Микко Каукокари Тимоти Майер Линейные судьи: Андреас Мальмквист Дастин Маккранк |
| |                                                      |                                                                                          |                            | Судьи: Микко Каукокари Тимоти Майер Линейные судьи: Андреас Мальмквист Дастин Маккранк |
| |                                                      |                                                                                          |                            | Судьи: Микко Каукокари Тимоти Майер Линейные судьи: Андреас Мальмквист Дастин Маккранк |
| |                                                      |                                                                                          |                            | Судьи: Микко Каукокари Тимоти Майер Линейные судьи: Андреас Мальмквист Дастин Маккранк |
| 6 мин | Штраф                                                | 6 мин                                                                                    |                            | Судьи: Микко Каукокари Тимоти Майер Линейные судьи: Андреас Мальмквист Дастин Маккранк |
| |                                                      |                                                                                          |                            |                                                                                        |
| | 42                                                   | Броски                                                                                   | 17                         |                                                                                        |

| 6 мая 2018 12:15 | Австрия | 0 : 7 (0:3, 0:3, 0:1) | Россия | Роял Арена, Копенгаген Зрителей: 9502 |

| Отчёт | Отчёт                        | Отчёт | Отчёт                                                        | Отчёт                                                                           |
| ----- | ---------------------------- | --- | ------------------------------------------------------------ | ------------------------------------------------------------------------------- |
|       |                              | |                                                              |                                                                                 |
|       | Давид Мадленер — 00:00-60:00 | Вратари | 00:00-40:00 — Василий Кошечкин 40:00-60:00 — Игорь Шестёркин | Судьи: Тимоти Майер Тобиас Верли Линейные судьи: Мирослав Лготский Петер Шефчик |
|       | Голы:                        | |                                                              | Судьи: Тимоти Майер Тобиас Верли Линейные судьи: Мирослав Лготский Петер Шефчик |
|       | 0:1 0:2 0:3 0:4 0:5 0:6 0:7  | Михаил Григоренко — 09:34 Артём Анисимов — 11:42 (П. Бучневич) Александр Барабанов — 13:19 (И. Михеев, Е. Яковлев) Михаил Григоренко — 23:52 (А. Анисимов) Кирилл Капризов — 29:07 (П. Дацюк, Е. Дадонов) Максим Мамин — 37:58 (К. Капризов) Илья Михеев — 53:55 |                                                              | Судьи: Тимоти Майер Тобиас Верли Линейные судьи: Мирослав Лготский Петер Шефчик |
|       |                              | |                                                              | Судьи: Тимоти Майер Тобиас Верли Линейные судьи: Мирослав Лготский Петер Шефчик |
|       |                              | |                                                              | Судьи: Тимоти Майер Тобиас Верли Линейные судьи: Мирослав Лготский Петер Шефчик |
|       |                              | |                                                              | Судьи: Тимоти Майер Тобиас Верли Линейные судьи: Мирослав Лготский Петер Шефчик |
| 2 мин | Штраф                        | 2 мин |                                                              | Судьи: Тимоти Майер Тобиас Верли Линейные судьи: Мирослав Лготский Петер Шефчик |
|       |                              | |                                                              |                                                                                 |
|       | 18                           | Броски | 41                                                           |                                                                                 |

| 6 мая 2018 16:15 | Швеция | 3 : 2 (2:0, 0:1, 1:1) | Чехия | Роял Арена, Копенгаген Зрителей: 12 490 |

| Отчёт | Отчёт                          | Отчёт                                                                                   | Отчёт                      | Отчёт                                                                            |
| --- | ------------------------------ | --------------------------------------------------------------------------------------- | -------------------------- | -------------------------------------------------------------------------------- |
| |                                |                                                                                         |                            |                                                                                  |
| | Магнус Хелльберг — 00:00-60:00 | Вратари                                                                                 | 00:00-60:00 — Давид Риттих | Судьи: Марк Лемелин Константин Оленин Линейные судьи: Никола Флюри Дмитрий Голяк |
| | Голы:                          |                                                                                         |                            | Судьи: Марк Лемелин Константин Оленин Линейные судьи: Никола Флюри Дмитрий Голяк |
| Рикард Ракелль — 04:49 (М. Янмарк, Х. Линдхольм) Маттиас Янмарк (бол.) — 07:13 (Р. Ракелль) Мика Зибанежад — 43:11 (Р. Ракелль) | 1:0 2:0 2:1 3:1 3:2            | Филип Гронек (бол.) — 33:10 (Р. Червенка, Т. Гика) Томаш Гика (бол.) — 55:46 (Р. Факса) |                            | Судьи: Марк Лемелин Константин Оленин Линейные судьи: Никола Флюри Дмитрий Голяк |
| |                                |                                                                                         |                            | Судьи: Марк Лемелин Константин Оленин Линейные судьи: Никола Флюри Дмитрий Голяк |
| |                                |                                                                                         |                            | Судьи: Марк Лемелин Константин Оленин Линейные судьи: Никола Флюри Дмитрий Голяк |
| |                                |                                                                                         |                            | Судьи: Марк Лемелин Константин Оленин Линейные судьи: Никола Флюри Дмитрий Голяк |
| 12 мин | Штраф                          | 10 мин                                                                                  |                            | Судьи: Марк Лемелин Константин Оленин Линейные судьи: Никола Флюри Дмитрий Голяк |
| |                                |                                                                                         |                            |                                                                                  |
| | 27                             | Броски                                                                                  | 25                         |                                                                                  |

| 6 мая 2018 20:15 | Словакия | 0 : 2 (0:1, 0:1, 0:0) | Швейцария | Роял Арена, Копенгаген Зрителей: 10 915 |

| Отчёт | Отчёт                                  | Отчёт                                                                               | Отчёт                    | Отчёт                                                                        |
| ----- | -------------------------------------- | ----------------------------------------------------------------------------------- | ------------------------ | ---------------------------------------------------------------------------- |
|       |                                        |                                                                                     |                          |                                                                              |
|       | Марек Чилиак — 00:00-57:40 58:20-59:12 | Вратари                                                                             | 00:00-60:00 — Рето Берра | Судьи: Оливье Гуэн Ян Грибик Линейные судьи: Глеб Лазарев Андреас Мальмквист |
|       | Голы:                                  |                                                                                     |                          | Судьи: Оливье Гуэн Ян Грибик Линейные судьи: Глеб Лазарев Андреас Мальмквист |
|       | 0:1 0:2                                | 11:06 — Тристан Шервай (Р. Диас, М. Мюллер) 20:22 — Мирко Мюллер (мен.) (Т. Шервай) |                          | Судьи: Оливье Гуэн Ян Грибик Линейные судьи: Глеб Лазарев Андреас Мальмквист |
|       |                                        |                                                                                     |                          | Судьи: Оливье Гуэн Ян Грибик Линейные судьи: Глеб Лазарев Андреас Мальмквист |
|       |                                        |                                                                                     |                          | Судьи: Оливье Гуэн Ян Грибик Линейные судьи: Глеб Лазарев Андреас Мальмквист |
|       |                                        |                                                                                     |                          | Судьи: Оливье Гуэн Ян Грибик Линейные судьи: Глеб Лазарев Андреас Мальмквист |
| 6 мин | Штраф                                  | 4 мин                                                                               |                          | Судьи: Оливье Гуэн Ян Грибик Линейные судьи: Глеб Лазарев Андреас Мальмквист |
|       |                                        |                                                                                     |                          |                                                                              |
|       | 25                                     | Броски                                                                              | 26                       |                                                                              |

| 7 мая 2018 16:15 | Беларусь | 0 : 6 (0:1, 0:3, 0:2) | Россия | Роял Арена, Копенгаген Зрителей: 6360 |

| Отчёт | Отчёт                      | Отчёт | Отчёт                         | Отчёт                                                                                    |
| ----- | -------------------------- | --- | ----------------------------- | ---------------------------------------------------------------------------------------- |
|       |                            | |                               |                                                                                          |
|       | Виталий Трус — 00:00-60:00 | Вратари | 00:00-60:00 — Игорь Шестёркин | Судьи: Микко Каукокари Микаэль Шёквист Линейные судьи: Мирослав Лготский Дастин Маккранк |
|       | Голы:                      | |                               | Судьи: Микко Каукокари Микаэль Шёквист Линейные судьи: Мирослав Лготский Дастин Маккранк |
|       | 0:1 0:2 0:3 0:4 0:5 0:6    | 05:27 — Павел Дацюк (Е. Дадонов) 25:55 — Максим Шалунов (А. Барабанов, И. Каблуков) 29:25 — Илья Каблуков (А. Барабанов, Н. Трямкин) 39:26 — Павел Дацюк (бол.) (Д. Хафизуллин, М. Шалунов) 45:16 — Максим Мамин (Н. Зайцев) 47:37 — Кирилл Капризов (П. Дацюк, Е. Дадонов) |                               | Судьи: Микко Каукокари Микаэль Шёквист Линейные судьи: Мирослав Лготский Дастин Маккранк |
|       |                            | |                               | Судьи: Микко Каукокари Микаэль Шёквист Линейные судьи: Мирослав Лготский Дастин Маккранк |
|       |                            | |                               | Судьи: Микко Каукокари Микаэль Шёквист Линейные судьи: Мирослав Лготский Дастин Маккранк |
|       |                            | |                               | Судьи: Микко Каукокари Микаэль Шёквист Линейные судьи: Мирослав Лготский Дастин Маккранк |
| 4 мин | Штраф                      | 2 мин |                               | Судьи: Микко Каукокари Микаэль Шёквист Линейные судьи: Мирослав Лготский Дастин Маккранк |
|       |                            | |                               |                                                                                          |
|       | 18                         | Броски | 27                            |                                                                                          |

| 7 мая 2018 20:15 | Швеция | 4 : 0 (2:0, 1:0, 1:0) | Франция | Роял Арена, Копенгаген Зрителей: 7218 |

| Отчёт | Отчёт                         | Отчёт   | Отчёт                       | Отчёт                                                                      |
| --- | ----------------------------- | ------- | --------------------------- | -------------------------------------------------------------------------- |
| |                               |         |                             |                                                                            |
| | Андерс Нильссон — 00:00-60:00 | Вратари | 00:00-60:00 — Ронан Кеменер | Судьи: Ян Грибик Тобиас Верли Линейные судьи: Петер Шефчик Сакари Суоминен |
| | Голы:                         |         |                             | Судьи: Ян Грибик Тобиас Верли Линейные судьи: Петер Шефчик Сакари Суоминен |
| Рикард Ракелль — 00:24 (А. Ларссон, М. Янмарк) Микаэль Баклунд (бол.) — 05:54 (Э. Петтерссон, Х. Линдхольм) Оливер Экман-Ларссон — 27:51 (А. Ларссон, А. Кемпе) Элиас Петтерссон (бол.) — 55:40 (Дж. Клингберг, О. Экман-Ларссон) | 1:0 2:0 3:0 4:0               |         |                             | Судьи: Ян Грибик Тобиас Верли Линейные судьи: Петер Шефчик Сакари Суоминен |
| |                               |         |                             | Судьи: Ян Грибик Тобиас Верли Линейные судьи: Петер Шефчик Сакари Суоминен |
| |                               |         |                             | Судьи: Ян Грибик Тобиас Верли Линейные судьи: Петер Шефчик Сакари Суоминен |
| |                               |         |                             | Судьи: Ян Грибик Тобиас Верли Линейные судьи: Петер Шефчик Сакари Суоминен |
| 12 мин | Штраф                         | 24 мин  |                             | Судьи: Ян Грибик Тобиас Верли Линейные судьи: Петер Шефчик Сакари Суоминен |
| |                               |         |                             |                                                                            |
| | 36                            | Броски  | 14                          |                                                                            |

| 8 мая 2018 16:15 | Австрия | 2 : 4 (1:1, 0:2, 1:1) | Словакия | Роял Арена, Копенгаген Зрителей: 6094 |

| Отчёт | Отчёт                                        | Отчёт   | Отчёт                      | Отчёт                                                                                 |
| ----- | -------------------------------------------- | ------- | -------------------------- | ------------------------------------------------------------------------------------- |
|       |                                              |         |                            |                                                                                       |
|       | Бернхард Штаркбаум — 00:00-58:35 59:29-60:00 | Вратари | 00:00-60:00 — Патрик Рыбар | Судьи: Бретт Айверсон Микаэль Шёквист Линейные судьи: Никола Флюри Андреас Мальмквист |
|       | Голы:                                        |         |                            | Судьи: Бретт Айверсон Микаэль Шёквист Линейные судьи: Никола Флюри Андреас Мальмквист |
|       | 1:0 1:1 1:2 1:3 2:3 2:4                      |         |                            | Судьи: Бретт Айверсон Микаэль Шёквист Линейные судьи: Никола Флюри Андреас Мальмквист |
|       |                                              |         |                            | Судьи: Бретт Айверсон Микаэль Шёквист Линейные судьи: Никола Флюри Андреас Мальмквист |
|       |                                              |         |                            | Судьи: Бретт Айверсон Микаэль Шёквист Линейные судьи: Никола Флюри Андреас Мальмквист |
|       |                                              |         |                            | Судьи: Бретт Айверсон Микаэль Шёквист Линейные судьи: Никола Флюри Андреас Мальмквист |
| 8 мин | Штраф                                        | 4 мин   |                            | Судьи: Бретт Айверсон Микаэль Шёквист Линейные судьи: Никола Флюри Андреас Мальмквист |
|       |                                              |         |                            |                                                                                       |
|       | 22                                           | Броски  | 30                         |                                                                                       |

| 8 мая 2018 20:15 | Чехия | 5 : 4 (Б) (1:1, 3:3, 0:0, 0:0, 1:0) | Швейцария | Роял Арена, Копенгаген Зрителей: 6226 |

| Отчёт  | Отчёт                              | Отчёт   | Отчёт                          | Отчёт                                                                      |
| ------ | ---------------------------------- | ------- | ------------------------------ | -------------------------------------------------------------------------- |
|        |                                    |         |                                |                                                                            |
|        | Павел Францоуз — 00:00-65:00       | Вратари | Леонардо Дженони — 00:00-65:00 | Судьи: Роман Гофман Стивен Рено Линейные судьи: Дмитрий Голяк Глеб Лазарев |
|        | Голы:                              |         |                                | Судьи: Роман Гофман Стивен Рено Линейные судьи: Дмитрий Голяк Глеб Лазарев |
|        | 0:1 :1 1:2 1:3 2:3 2:4 3:4 4:4 5:4 |         |                                | Судьи: Роман Гофман Стивен Рено Линейные судьи: Дмитрий Голяк Глеб Лазарев |
|        |                                    |         |                                | Судьи: Роман Гофман Стивен Рено Линейные судьи: Дмитрий Голяк Глеб Лазарев |
|        |                                    |         |                                | Судьи: Роман Гофман Стивен Рено Линейные судьи: Дмитрий Голяк Глеб Лазарев |
|        |                                    |         |                                | Судьи: Роман Гофман Стивен Рено Линейные судьи: Дмитрий Голяк Глеб Лазарев |
| 26 мин | Штраф                              | 18 мин  |                                | Судьи: Роман Гофман Стивен Рено Линейные судьи: Дмитрий Голяк Глеб Лазарев |
|        |                                    |         |                                |                                                                            |
|        | 28                                 | Броски  | 29                             |                                                                            |

| 9 мая 2018 16:15 | Швейцария | 5 : 2 (2:2, 1:0, 2:0) | Беларусь | Роял Арена, Копенгаген Зрителей: 5445 |

| Отчёт | Отчёт                      | Отчёт   | Отчёт                          | Отчёт                                                                           |
| ----- | -------------------------- | ------- | ------------------------------ | ------------------------------------------------------------------------------- |
|       |                            |         |                                |                                                                                 |
|       | Рето Берра — 00:00-60:00   | Вратари | 00:00-60:00 — Михаил Карнаухов | Судьи: Линус Элунд Алекси Рантала Линейные судьи: Джейк Дэвис Александр Отмахов |
|       | Голы:                      |         |                                | Судьи: Линус Элунд Алекси Рантала Линейные судьи: Джейк Дэвис Александр Отмахов |
|       | 1:0 1:1 1:2 :2 3:2 4:2 5:2 |         |                                | Судьи: Линус Элунд Алекси Рантала Линейные судьи: Джейк Дэвис Александр Отмахов |
|       |                            |         |                                | Судьи: Линус Элунд Алекси Рантала Линейные судьи: Джейк Дэвис Александр Отмахов |
|       |                            |         |                                | Судьи: Линус Элунд Алекси Рантала Линейные судьи: Джейк Дэвис Александр Отмахов |
|       |                            |         |                                | Судьи: Линус Элунд Алекси Рантала Линейные судьи: Джейк Дэвис Александр Отмахов |
| 8 мин | Штраф                      | 16 мин  |                                | Судьи: Линус Элунд Алекси Рантала Линейные судьи: Джейк Дэвис Александр Отмахов |
|       |                            |         |                                |                                                                                 |
|       | 45                         | Броски  | 24                             |                                                                                 |

| 9 мая 2018 20:15 | Швеция | 7 : 0 (2:0, 3:0, 2:0) | Австрия | Роял Арена, Копенгаген Зрителей: 8547 |

| Отчёт | Отчёт                         | Отчёт   | Отчёт                        | Отчёт                                                                           |
| ----- | ----------------------------- | ------- | ---------------------------- | ------------------------------------------------------------------------------- |
|       |                               |         |                              |                                                                                 |
|       | Андерс Нильссон — 00:00-60:00 | Вратари | 00:00-60:00 — Давид Мадленер | Судьи: Йозеф Кубуш Гордон Шукис Линейные судьи: Лукас Кольмюллер Ханну Сормунен |
|       | Голы:                         |         |                              | Судьи: Йозеф Кубуш Гордон Шукис Линейные судьи: Лукас Кольмюллер Ханну Сормунен |
|       | 1:0 2:0 3:0 4:0 5:0 6:0 7:0   |         |                              | Судьи: Йозеф Кубуш Гордон Шукис Линейные судьи: Лукас Кольмюллер Ханну Сормунен |
|       |                               |         |                              | Судьи: Йозеф Кубуш Гордон Шукис Линейные судьи: Лукас Кольмюллер Ханну Сормунен |
|       |                               |         |                              | Судьи: Йозеф Кубуш Гордон Шукис Линейные судьи: Лукас Кольмюллер Ханну Сормунен |
|       |                               |         |                              | Судьи: Йозеф Кубуш Гордон Шукис Линейные судьи: Лукас Кольмюллер Ханну Сормунен |
| 4 мин | Штраф                         | 8 мин   |                              | Судьи: Йозеф Кубуш Гордон Шукис Линейные судьи: Лукас Кольмюллер Ханну Сормунен |
|       |                               |         |                              |                                                                                 |
|       | 38                            | Броски  | 14                           |                                                                                 |

| 10 мая 2018 16:15 | Словакия | 3 : 1 (1:0, 1:1, 1:0) | Франция | Роял Арена, Копенгаген Зрителей: 5855 |

| Отчёт | Отчёт                      | Отчёт   | Отчёт                                  | Отчёт                                                                     |
| ----- | -------------------------- | ------- | -------------------------------------- | ------------------------------------------------------------------------- |
|       |                            |         |                                        |                                                                           |
|       | Марек Чильяк — 00:00-60:00 | Вратари | 00:00-58:39,59:50-60:00 — Флориан Арди | Судьи: Роман Гофман Антонин Ержабек Линейные судьи: Рене Йенсен Юн Килиан |
|       | Голы:                      |         |                                        | Судьи: Роман Гофман Антонин Ержабек Линейные судьи: Рене Йенсен Юн Килиан |
|       | 1:0 2:0 2:1 3:1            |         |                                        | Судьи: Роман Гофман Антонин Ержабек Линейные судьи: Рене Йенсен Юн Килиан |
|       |                            |         |                                        | Судьи: Роман Гофман Антонин Ержабек Линейные судьи: Рене Йенсен Юн Килиан |
|       |                            |         |                                        | Судьи: Роман Гофман Антонин Ержабек Линейные судьи: Рене Йенсен Юн Килиан |
|       |                            |         |                                        | Судьи: Роман Гофман Антонин Ержабек Линейные судьи: Рене Йенсен Юн Килиан |
| 4 мин | Штраф                      | 8 мин   |                                        | Судьи: Роман Гофман Антонин Ержабек Линейные судьи: Рене Йенсен Юн Килиан |
|       |                            |         |                                        |                                                                           |
|       | 28                         | Броски  | 14                                     |                                                                           |

| 10 мая 2018 20:15 | Чехия | 4 : 3 (ОТ) (2:1, 1:2, 0:0, 1:0) | Россия | Роял Арена, Копенгаген Зрителей: 12 490 |

| Отчёт | Отчёт                      | Отчёт | Отчёт                          | Отчёт                                                                        |
| --- | -------------------------- | --- | ------------------------------ | ---------------------------------------------------------------------------- |
| |                            | |                                |                                                                              |
| | Давид Риттих — 00:00-63:23 | Вратари | 00:00-63:23 — Василий Кошечкин | Судьи: Бретт Айверсон Линус Элунд Линейные судьи: Джейк Дэвис Натан Ваностен |
| | Голы:                      | |                                | Судьи: Бретт Айверсон Линус Элунд Линейные судьи: Джейк Дэвис Натан Ваностен |
| Давид Крейчи — 14:41 (Д. Яшкин, Р. Гудаш) Дмитрий Яшкин — 18:39 (Д. Пастрняк, Д. Крейчи) Давид Пастрняк — 24:17 (Д. Крейчи) Давид Пастрняк — 63:23 (Д. Крейчи, Ф. Гронек) | 0:1 :1 2:1 2:2 3:2 3:3 4:3 | 1:11 — Никита Нестеров (А. Барабанов, И. Каблуков) 21:00 — Михаил Григоренко (П. Бучневич, А. Анисимов) 25:49 — Александр Барабанов (Н. Зайцев, М. Шалунов) |                                | Судьи: Бретт Айверсон Линус Элунд Линейные судьи: Джейк Дэвис Натан Ваностен |
| |                            | |                                | Судьи: Бретт Айверсон Линус Элунд Линейные судьи: Джейк Дэвис Натан Ваностен |
| |                            | |                                | Судьи: Бретт Айверсон Линус Элунд Линейные судьи: Джейк Дэвис Натан Ваностен |
| |                            | |                                | Судьи: Бретт Айверсон Линус Элунд Линейные судьи: Джейк Дэвис Натан Ваностен |
| 6 мин | Штраф                      | 4 мин |                                | Судьи: Бретт Айверсон Линус Элунд Линейные судьи: Джейк Дэвис Натан Ваностен |
| |                            | |                                |                                                                              |
| | 25                         | Броски | 23                             |                                                                              |

| 11 мая 2018 16:15 | Франция | 5 : 2 (2:1, 2:1, 1:0) | Австрия | Роял Арена, Копенгаген Зрителей: 5780 |

| Отчёт  | Отчёт                      | Отчёт   | Отчёт                            | Отчёт                                                                              |
| ------ | -------------------------- | ------- | -------------------------------- | ---------------------------------------------------------------------------------- |
|        |                            |         |                                  |                                                                                    |
|        | Флориан Арди — 00:00-60:00 | Вратари | 00:00-60:00 — Бернхард Штаркбаум | Судьи: Антонин Ержабек Стивен Рено Линейные судьи: Брайан Оливер Александр Отмахов |
|        | Голы:                      |         |                                  | Судьи: Антонин Ержабек Стивен Рено Линейные судьи: Брайан Оливер Александр Отмахов |
|        | 0:1 :1 2:1 2:2 3:2 4:2 5:2 |         |                                  | Судьи: Антонин Ержабек Стивен Рено Линейные судьи: Брайан Оливер Александр Отмахов |
|        |                            |         |                                  | Судьи: Антонин Ержабек Стивен Рено Линейные судьи: Брайан Оливер Александр Отмахов |
|        |                            |         |                                  | Судьи: Антонин Ержабек Стивен Рено Линейные судьи: Брайан Оливер Александр Отмахов |
|        |                            |         |                                  | Судьи: Антонин Ержабек Стивен Рено Линейные судьи: Брайан Оливер Александр Отмахов |
| 12 мин | Штраф                      | 14 мин  |                                  | Судьи: Антонин Ержабек Стивен Рено Линейные судьи: Брайан Оливер Александр Отмахов |
|        |                            |         |                                  |                                                                                    |
|        | 30                         | Броски  | 36                               |                                                                                    |

| 11 мая 2018 20:15 | Беларусь | 0 : 3 (0:3, 0:0, 0:0) | Чехия | Роял Арена, Копенгаген Зрителей: 5636 |

| Отчёт  | Отчёт       | Отчёт  | Отчёт | Отчёт                                                                            |
| ------ | ----------- | ------ | ----- | -------------------------------------------------------------------------------- |
|        |             |        |       |                                                                                  |
|        |             |        |       | Судьи: Роман Гофман Гордон Шукис Линейные судьи: Лукас Кольмюллер Ханну Сормунен |
|        | Голы:       |        |       |                                                                                  |
|        | 0:1 0:2 0:3 |        |       |                                                                                  |
|        |             |        |       |                                                                                  |
|        |             |        |       |                                                                                  |
|        |             |        |       |                                                                                  |
| 14 мин | Штраф       | 4 мин  |       |                                                                                  |
|        |             |        |       |                                                                                  |
|        | 21          | Броски | 33    |                                                                                  |

| 12 мая 2018 12:15 | Словакия | 3 : 4 (ОТ) (1:2, 1:1, 1:0, 0:1) | Швеция | Роял Арена, Копенгаген Зрителей: 12 490 |

| Отчёт | Отчёт                       | Отчёт  | Отчёт | Отчёт                                                                          |
| ----- | --------------------------- | ------ | ----- | ------------------------------------------------------------------------------ |
|       |                             |        |       |                                                                                |
|       |                             |        |       | Судьи: Бретт Айверсон Стивен Рено Линейные судьи: Рене Йенсен Лукас Кольмюллер |
|       | Голы:                       |        |       |                                                                                |
|       | 1:0 1:1 1:2 1:3 2:3 3:3 3:4 |        |       |                                                                                |
|       |                             |        |       |                                                                                |
|       |                             |        |       |                                                                                |
|       |                             |        |       |                                                                                |
| 8 мин | Штраф                       | 2 мин  |       |                                                                                |
|       |                             |        |       |                                                                                |
|       | 28                          | Броски | 33    |                                                                                |

| 12 мая 2018 16:15 | Австрия | 4 : 0 (1:0, 3:0, 0:0) | Беларусь | Роял Арена, Копенгаген Зрителей: 7370 |

| Отчёт | Отчёт           | Отчёт | Отчёт | Отчёт                                                                          |
| ----- | --------------- | ----- | ----- | ------------------------------------------------------------------------------ |
|       |                 |       |       |                                                                                |
|       |                 |       |       | Судьи: Линус Элунд Алекси Рантала Линейные судьи: Брайан Оливер Натан Ваностен |
|       | Голы:           |       |       |                                                                                |
|       | 1:0 2:0 3:0 4:0 |       |       |                                                                                |
|       |                 |       |       |                                                                                |
|       |                 |       |       |                                                                                |
|       |                 |       |       |                                                                                |
|       |                 |       |       |                                                                                |
|       |                 |       |       |                                                                                |

| 12 мая 2018 20:15 | Россия | 4 : 3 (0:0, 3:1, 1:2) | Швейцария | Роял Арена, Копенгаген Зрителей: 12 366 |

| Отчёт | Отчёт                          | Отчёт | Отчёт                                | Отчёт                                                                 |
| --- | ------------------------------ | --- | ------------------------------------ | --------------------------------------------------------------------- |
| |                                | |                                      |                                                                       |
| | Василий Кошечкин — 00:00-60:00 | Вратари | 00:00-56:48 — Рето Берра 58:12-58:28 | Судьи: Йозеф Кубуш Гордон Шукис Линейные судьи: Джейк Девис Юн Килиан |
| | Голы:                          | |                                      | Судьи: Йозеф Кубуш Гордон Шукис Линейные судьи: Джейк Девис Юн Килиан |
| Кирилл Капризов — 22:22 (Н. Гусев, П. Дацюк) Евгений Дадонов — 27:47 (А. Анисимов) Никита Нестеров (бол.) — 39:57 (Н. Гусев, П. Дацюк) Михаил Григоренко — 56:07 (А. Анисимов, В. Гавриков) | 1:0 1:1 2:1 3:1 3:2 4:2 4:3    | 26:35 — Рамон Унтерзандер (бол.) (Д. Кукан, Э. Корви) 51:52 — Свен Андригетто (Т. Майер, Д. Вермин) 58:12 — Гаэтан Хаас (С. Андригетто, Н. Нидеррайтер) |                                      | Судьи: Йозеф Кубуш Гордон Шукис Линейные судьи: Джейк Девис Юн Килиан |
| |                                | |                                      | Судьи: Йозеф Кубуш Гордон Шукис Линейные судьи: Джейк Девис Юн Килиан |
| |                                | |                                      | Судьи: Йозеф Кубуш Гордон Шукис Линейные судьи: Джейк Девис Юн Килиан |
| |                                | |                                      | Судьи: Йозеф Кубуш Гордон Шукис Линейные судьи: Джейк Девис Юн Килиан |
| 8 мин | Штраф                          | 8 мин |                                      | Судьи: Йозеф Кубуш Гордон Шукис Линейные судьи: Джейк Девис Юн Килиан |
| |                                | |                                      |                                                                       |
| | 23                             | Броски | 27                                   |                                                                       |

| 13 мая 2018 16:15 | Франция | 0 : 6 (0:3, 0:2, 0:1) | Чехия | Роял Арена, Копенгаген Зрителей: 6252 |

| Отчёт  | Отчёт                   | Отчёт  | Отчёт | Отчёт                                                                   |
| ------ | ----------------------- | ------ | ----- | ----------------------------------------------------------------------- |
|        |                         |        |       |                                                                         |
|        |                         |        |       | Судьи: Йозеф Кубуш Линус Элунд Линейные судьи: Юн Килиан Натан Ваностен |
|        | Голы:                   |        |       |                                                                         |
|        | 0:1 0:2 0:3 0:4 0:5 0:6 |        |       |                                                                         |
|        |                         |        |       |                                                                         |
|        |                         |        |       |                                                                         |
|        |                         |        |       |                                                                         |
| 22 мин | Штраф                   | 4 мин  |       |                                                                         |
|        |                         |        |       |                                                                         |
|        | 10                      | Броски | 55    |                                                                         |

| 13 мая 2018 20:15 | Швейцария | 3 : 5 (0:2, 1:1, 2:2) | Швеция | Роял Арена, Копенгаген Зрителей: 12 255 |

| Отчёт | Отчёт                           | Отчёт  | Отчёт | Отчёт                                                                                  |
| ----- | ------------------------------- | ------ | ----- | -------------------------------------------------------------------------------------- |
|       |                                 |        |       |                                                                                        |
|       |                                 |        |       | Судьи: Антонин Ержабек Алекси Рантала Линейные судьи: Александр Отмахов Ханну Сормунен |
|       | Голы:                           |        |       |                                                                                        |
|       | 0:1 0:2 0:3 1:3 2:3 2:4 2:5 3:5 |        |       |                                                                                        |
|       |                                 |        |       |                                                                                        |
|       |                                 |        |       |                                                                                        |
|       |                                 |        |       |                                                                                        |
| 6 мин | Штраф                           | 8 мин  |       |                                                                                        |
|       |                                 |        |       |                                                                                        |
|       | 23                              | Броски | 41    |                                                                                        |

| 14 мая 2018 17:15 | Россия | 4 : 0 (2:0, 0:0, 2:0) | Словакия | Роял Арена, Копенгаген Зрителей: 7732 |

| Отчёт | Отчёт                         | Отчёт   | Отчёт                      | Отчёт                                                                             |
| --- | ----------------------------- | ------- | -------------------------- | --------------------------------------------------------------------------------- |
| |                               |         |                            |                                                                                   |
| | Игорь Шестёркин — 00:00-60:00 | Вратари | 00:00-60:00 — Марек Чилиак | Судьи: Марк Лемелин Алекси Рантала Линейные судьи: Лукас Кольмюллер Брайан Оливер |
| | Голы:                         |         |                            | Судьи: Марк Лемелин Алекси Рантала Линейные судьи: Лукас Кольмюллер Брайан Оливер |
| Максим Мамин — 11:10 (Н. Сошников) Никита Гусев — 16:50 (П. Дацюк, Н. Зайцев) Максим Шалунов (п.в.) — 58:49 (Н. Сошников) Илья Михеев (п.в.) — 59:44 (А. Барабанов, М. Шалунов) | 1:0 2:0 3:0 4:0               |         |                            | Судьи: Марк Лемелин Алекси Рантала Линейные судьи: Лукас Кольмюллер Брайан Оливер |
| |                               |         |                            | Судьи: Марк Лемелин Алекси Рантала Линейные судьи: Лукас Кольмюллер Брайан Оливер |
| |                               |         |                            | Судьи: Марк Лемелин Алекси Рантала Линейные судьи: Лукас Кольмюллер Брайан Оливер |
| |                               |         |                            | Судьи: Марк Лемелин Алекси Рантала Линейные судьи: Лукас Кольмюллер Брайан Оливер |
| 6 мин | Штраф                         | 6 мин   |                            | Судьи: Марк Лемелин Алекси Рантала Линейные судьи: Лукас Кольмюллер Брайан Оливер |
| |                               |         |                            |                                                                                   |
| | 36                            | Броски  | 23                         |                                                                                   |

| 14 мая 2018 20:15 | Чехия | 4 : 3 (2:1, 1:0, 1:2) | Австрия | Роял Арена, Копенгаген Зрителей: 3843 |

| Отчёт | Отчёт                        | Отчёт   | Отчёт                       | Отчёт                                                                               |
| ----- | ---------------------------- | ------- | --------------------------- | ----------------------------------------------------------------------------------- |
|       |                              |         |                             |                                                                                     |
|       | Павел Францоуз — 00:00-60:00 | Вратари | 00:00-59:55 — Давид Киккерт | Судьи: Константин Оленин Гордон Шукис Линейные судьи: Рене Йенсен Александр Отмахов |
|       | Голы:                        |         |                             | Судьи: Константин Оленин Гордон Шукис Линейные судьи: Рене Йенсен Александр Отмахов |
|       | 1:0 2:0 2:1 3:1 4:1 4:2 4:3  |         |                             | Судьи: Константин Оленин Гордон Шукис Линейные судьи: Рене Йенсен Александр Отмахов |
|       |                              |         |                             | Судьи: Константин Оленин Гордон Шукис Линейные судьи: Рене Йенсен Александр Отмахов |
|       |                              |         |                             | Судьи: Константин Оленин Гордон Шукис Линейные судьи: Рене Йенсен Александр Отмахов |
|       |                              |         |                             | Судьи: Константин Оленин Гордон Шукис Линейные судьи: Рене Йенсен Александр Отмахов |
| 8 мин | Штраф                        | 4 мин   |                             | Судьи: Константин Оленин Гордон Шукис Линейные судьи: Рене Йенсен Александр Отмахов |
|       |                              |         |                             |                                                                                     |
|       | 39                           | Броски  | 27                          |                                                                                     |

| 15 мая 2018 12:15 | Швейцария | 5 : 1 (2:0, 1:0, 2:1) | Франция | Роял Арена, Копенгаген Зрителей: 6573 |

| Отчёт | Отчёт | Отчёт | Отчёт | Отчёт |
| ----- | ----- | ----- | ----- | ----- |
|       |       |       |       |       |
|       |       |       |       |       |
|       |       |       |       |       |
|       |       |       |       |       |
|       |       |       |       |       |
|       |       |       |       |       |
|       |       |       |       |       |
|       |       |       |       |       |
|       |       |       |       |       |

| 15 мая 2018 16:15 | Беларусь | 4 : 7 (0:2, 2:0, 2:5) | Словакия | Роял Арена, Копенгаген Зрителей: 4857 |

| Отчёт | Отчёт | Отчёт | Отчёт | Отчёт                                                                 |
| ----- | ----- | ----- | ----- | --------------------------------------------------------------------- |
|       |       |       |       |                                                                       |
|       |       |       |       | Судьи: Ян Грибик Марк Лемелин Линейные судьи: Юн Килиан Брайан Оливер |
|       |       |       |       |                                                                       |
|       |       |       |       |                                                                       |
|       |       |       |       |                                                                       |
|       |       |       |       |                                                                       |
|       |       |       |       |                                                                       |
|       |       |       |       |                                                                       |
|       |       |       |       |                                                                       |

| 15 мая 2018 20:15 | Россия | 1 : 3 (1:0, 0:2, 0:1) | Швеция | Роял Арена, Копенгаген Зрителей: 12 490 |

| Отчёт | Отчёт                            | Отчёт   | Отчёт                           | Отчёт |
| ----- | -------------------------------- | ------- | ------------------------------- | ----- |
|       |                                  |         |                                 |       |
|       | Василий Кошечкин — 00:00 - 59:40 | Вратари | 00:00 - 60:00 — Андерс Нильссон |       |
|       |                                  |         |                                 |       |
|       |                                  |         |                                 |       |
|       |                                  |         |                                 |       |
|       |                                  |         |                                 |       |
|       |                                  |         |                                 |       |
|       |                                  |         |                                 |       |
|       |                                  |         |                                 |       |

### Группа B (Хернинг)
| М | Сборная          | И | В | ВО | ПО | П | ШЗ | ШП | РШ  | О  |
| - | ---------------- | - | - | -- | -- | - | -- | -- | --- | -- |
| 1 | Финляндия        | 7 | 5 | 0  | 1  | 1 | 38 | 11 | +27 | 16 |
| 2 | США              | 7 | 4 | 2  | 0  | 1 | 39 | 16 | +23 | 16 |
| 3 | Канада           | 7 | 4 | 1  | 1  | 1 | 32 | 12 | +20 | 15 |
| 4 | Латвия           | 7 | 3 | 1  | 2  | 1 | 16 | 16 | 0   | 13 |
| 5 | Дания            | 7 | 3 | 1  | 0  | 3 | 13 | 17 | -4  | 11 |
| 6 | Германия         | 7 | 1 | 1  | 2  | 3 | 16 | 20 | -4  | 7  |
| 7 | Норвегия         | 7 | 1 | 1  | 1  | 4 | 13 | 31 | -18 | 6  |
| 8 | Республика Корея | 7 | 0 | 0  | 0  | 7 | 4  | 48 | -44 | 0  |

Начало матчей указано по центральноевропейскому летнему времени (UTC+2:00)
| 4 мая 2018 16:15 | США | 5 : 4 (Б) (1:2, 2:1, 1:1, 0:0, 1:0) | Канада | Йюске-банк-боксен, Хернинг Зрителей: 9632 |

| Отчёт | Отчёт                                        | Отчёт | Отчёт                      | Отчёт                                                                                 |
| --- | -------------------------------------------- | --- | -------------------------- | ------------------------------------------------------------------------------------- |
| |                                              | |                            |                                                                                       |
| | Кит Кинкейд — 00:00-65:00                    | Вратари | 00:00-65:00 — Дарси Кемпер | Судьи: Антонин Ержабек Линус Элунд Линейные судьи: Лукас Кольмюллер Александр Отмахов |
| | Голы:                                        | |                            | Судьи: Антонин Ержабек Линус Элунд Линейные судьи: Лукас Кольмюллер Александр Отмахов |
| Андерс Ли — 13:59 (Т. Томпсон, А. Дебринкэт) Дилан Ларкин — 20:43 (К. Крайдер, Дж. Остерле) Джонни Гудро — 30:00 (П. Кейн, Б. Коулмэн) Дилан Ларкин — 43:27 (К. Крайдер, К. Аткинсон) Кэм Аткинсон (поб. бул.) — 65:00 Кэм Аткинсон Патрик Кейн Джонни Гудро Куинтон Хьюз Дилан Ларкин Кэм Аткинсон | 0:1 0:2 1:2 2:2 3:2 3:3 4:3 4:4 5:4 Буллиты: | 00:47 — Пьер-Люк Дюбуа (Б. Хорват) 12:23 — Райан О’Райли (Дж. Бэйли) 37:53 — Энтони Бовилье (А. Экблад, М. Барзал) 50:48 — Колтон Парайко (К. МакДэвид) Мэтью Барзал Джордан Эберле Брэйден Шенн Райан Ньюджент-Хопкинс Бо Хорват Джордан Эберле |                            | Судьи: Антонин Ержабек Линус Элунд Линейные судьи: Лукас Кольмюллер Александр Отмахов |
| |                                              | |                            | Судьи: Антонин Ержабек Линус Элунд Линейные судьи: Лукас Кольмюллер Александр Отмахов |
| |                                              | |                            | Судьи: Антонин Ержабек Линус Элунд Линейные судьи: Лукас Кольмюллер Александр Отмахов |
| |                                              | |                            | Судьи: Антонин Ержабек Линус Элунд Линейные судьи: Лукас Кольмюллер Александр Отмахов |
| 6 мин | Штраф                                        | 6 мин |                            | Судьи: Антонин Ержабек Линус Элунд Линейные судьи: Лукас Кольмюллер Александр Отмахов |
| |                                              | |                            |                                                                                       |
| | 25                                           | Броски | 44                         |                                                                                       |

| 4 мая 2018 20:15 | Германия | 2 : 3 (Б) (0:0, 1:2, 1:0, 0:0, 0:1) | Дания | Йюске-банк-боксен, Хернинг Зрителей: 9982 |

| Отчёт | Отчёт                        | Отчёт | Отчёт                           | Отчёт                                                                        |
| --- | ---------------------------- | --- | ------------------------------- | ---------------------------------------------------------------------------- |
| |                              | |                                 |                                                                              |
| | Тимо Пильмайер — 00:00-65:00 | Вратари | 00:00-65:00 — Фредерик Андерсен | Судьи: Йозеф Кубуш Алекси Рантала Линейные судьи: Джейк Дэвис Ханну Сормунен |
| | Голы:                        | |                                 | Судьи: Йозеф Кубуш Алекси Рантала Линейные судьи: Джейк Дэвис Ханну Сормунен |
| Леон Драйзайтль — 32:12 (Я. Элиц) Язин Элиц — 50:43 (Л. Драйзайтль, М. Мюллер) Патрик Хагер Маттиас Плахта Доминик Кахун Леон Драйзайтль Марк Михаэлис | 0:1 :1 1:2 :2 2:3 Буллиты:   | 28:44 — Йеспер Йенсен (бол.) (Й. Йенсен, Ф. Нильсен) 35:17 — Фредерик Сторм (бол.) (Н. Хардт, Ф. Ларсен) 65:00 — Франс Нильсен (поб. бул.) Оливер Бьоркстранд Франс Нильсен Никлас Йенсен Юлиан Якобсен |                                 | Судьи: Йозеф Кубуш Алекси Рантала Линейные судьи: Джейк Дэвис Ханну Сормунен |
| |                              | |                                 | Судьи: Йозеф Кубуш Алекси Рантала Линейные судьи: Джейк Дэвис Ханну Сормунен |
| |                              | |                                 | Судьи: Йозеф Кубуш Алекси Рантала Линейные судьи: Джейк Дэвис Ханну Сормунен |
| |                              | |                                 | Судьи: Йозеф Кубуш Алекси Рантала Линейные судьи: Джейк Дэвис Ханну Сормунен |
| 8 мин | Штраф                        | 4 мин |                                 | Судьи: Йозеф Кубуш Алекси Рантала Линейные судьи: Джейк Дэвис Ханну Сормунен |
| |                              | |                                 |                                                                              |
| | 37                           | Броски | 29                              |                                                                              |

| 5 мая 2018 12:15 | Норвегия | 2 : 3 (ОТ) (2:0, 0:1, 0:1, 0:1) | Латвия | Йюске-банк-боксен, Хернинг Зрителей: 8441 |

| Отчёт                                                                                     | Отчёт                     | Отчёт | Отчёт                         | Отчёт                                                                      |
| ----------------------------------------------------------------------------------------- | ------------------------- | --- | ----------------------------- | -------------------------------------------------------------------------- |
|                                                                                           |                           | |                               |                                                                            |
|                                                                                           | Ларс Хауген — 00:00-60:24 | Вратари | 00:00-60:24 — Элвис Мерзликин | Судьи: Роман Гофман Йозеф Кубуш Линейные судьи: Джейк Дэвис Натан Ваностен |
|                                                                                           | Голы:                     | |                               | Судьи: Роман Гофман Йозеф Кубуш Линейные судьи: Джейк Дэвис Натан Ваностен |
| Андерс Бастиансен — 08:14 (М. Треттенес, Ю. Холёс) Александр Бонсаксен — 12:12 (М. Олимб) | 1:0 2:0 2:1 2:2 2:3       | 26:20 — Рудольф Бальцерс (К. Сотниекс, Г. Галвиньш) 51:04 — Родриго Аболс (М. Карсумс, М. Редлихс) 60:24 — Рудольф Бальцерс (А. Джериньш) |                               | Судьи: Роман Гофман Йозеф Кубуш Линейные судьи: Джейк Дэвис Натан Ваностен |
|                                                                                           |                           | |                               | Судьи: Роман Гофман Йозеф Кубуш Линейные судьи: Джейк Дэвис Натан Ваностен |
|                                                                                           |                           | |                               | Судьи: Роман Гофман Йозеф Кубуш Линейные судьи: Джейк Дэвис Натан Ваностен |
|                                                                                           |                           | |                               | Судьи: Роман Гофман Йозеф Кубуш Линейные судьи: Джейк Дэвис Натан Ваностен |
| 2 мин                                                                                     | Штраф                     | 6 мин |                               | Судьи: Роман Гофман Йозеф Кубуш Линейные судьи: Джейк Дэвис Натан Ваностен |
|                                                                                           |                           | |                               |                                                                            |
|                                                                                           | 15                        | Броски | 21                            |                                                                            |

| 5 мая 2018 16:15 | Финляндия | 8 : 1 (2:0, 3:1, 3:0) | Республика Корея | Йюске-банк-боксен, Хернинг Зрителей: 8930 |

| Отчёт | Отчёт                               | Отчёт                             | Отчёт                     | Отчёт                                                                        |
| --- | ----------------------------------- | --------------------------------- | ------------------------- | ---------------------------------------------------------------------------- |
| |                                     |                                   |                           |                                                                              |
| | Харри Сятери — 00:00-60:00          | Вратари                           | 00:00-60:00 — Мэтт Далтон | Судьи: Антонин Ержабек Стивен Рено Линейные судьи: Рене Йенсен Брайан Оливер |
| | Голы:                               |                                   |                           | Судьи: Антонин Ержабек Стивен Рено Линейные судьи: Рене Йенсен Брайан Оливер |
| Себастьян Ахо (мен.) — 03:41 (Т. Терявяйнен, Ю. Риикола) Теуво Терявяйнен (мен.) — 05:55 (С. Ахо) Себастьян Ахо (бол.) — 28:46 (М. Рантанен, Т. Терявяйнен) Вели-Матти Савинайнен — 32:21 (С. Ахо, Т. Терявяйнен) Маркус Нутиваара (мен.) — 38:52 (Я. Песонен) Саку Мяэналанен — 46:01 (Я. Песонен, М. Анттила) Каспери Капанен — 47:16 (М. Рантанен) Янне Песонен — 53:51 (С. Мяэналанен, М. Анттила) | 1:0 2:0 3:0 4:0 4:1 5:1 6:1 7:1 8:1 | 33:00 — Майкл Свифт (Б. Радунске) |                           | Судьи: Антонин Ержабек Стивен Рено Линейные судьи: Рене Йенсен Брайан Оливер |
| |                                     |                                   |                           | Судьи: Антонин Ержабек Стивен Рено Линейные судьи: Рене Йенсен Брайан Оливер |
| |                                     |                                   |                           | Судьи: Антонин Ержабек Стивен Рено Линейные судьи: Рене Йенсен Брайан Оливер |
| |                                     |                                   |                           | Судьи: Антонин Ержабек Стивен Рено Линейные судьи: Рене Йенсен Брайан Оливер |
| 8 мин | Штраф                               | 6 мин                             |                           | Судьи: Антонин Ержабек Стивен Рено Линейные судьи: Рене Йенсен Брайан Оливер |
| |                                     |                                   |                           |                                                                              |
| | 45                                  | Броски                            | 9                         |                                                                              |

| 5 мая 2018 20:15 | Дания | 0 : 4 (0:1, 0:2, 0:1) | США | Йюске-банк-боксен, Хернинг Зрителей: 10 800 |

| Отчёт | Отчёт                           | Отчёт | Отчёт                     | Отчёт                                                                       |
| ----- | ------------------------------- | --- | ------------------------- | --------------------------------------------------------------------------- |
|       |                                 | |                           |                                                                             |
|       | Фредерик Андерсен — 00:00-60:00 | Вратари | 00:00-60:00 — Кит Кинкейд | Судьи: Бретт Айверсон Гордон Шукис Линейные судьи: Юн Килиан Ханну Сормунен |
|       | Голы:                           | |                           | Судьи: Бретт Айверсон Гордон Шукис Линейные судьи: Юн Килиан Ханну Сормунен |
|       | 0:1 0:2 0:3 0:4                 | 16:06 — Уилл Бутчер (Д. Гудро) 22:42 — Крис Крайдер (бол.) (Д. Райан, К. Хьюз) 29:14 — Кэм Аткинсон (К. Крайдер, Н. Дженсен) 54:11 — Ник Дженсен (У. Бутчер, П. Кейн) |                           | Судьи: Бретт Айверсон Гордон Шукис Линейные судьи: Юн Килиан Ханну Сормунен |
|       |                                 | |                           | Судьи: Бретт Айверсон Гордон Шукис Линейные судьи: Юн Килиан Ханну Сормунен |
|       |                                 | |                           | Судьи: Бретт Айверсон Гордон Шукис Линейные судьи: Юн Килиан Ханну Сормунен |
|       |                                 | |                           | Судьи: Бретт Айверсон Гордон Шукис Линейные судьи: Юн Килиан Ханну Сормунен |
| 6 мин | Штраф                           | 8 мин |                           | Судьи: Бретт Айверсон Гордон Шукис Линейные судьи: Юн Килиан Ханну Сормунен |
|       |                                 | |                           |                                                                             |
|       | 20                              | Броски | 43                        |                                                                             |

| 6 мая 2018 12:15 | Республика Корея | 0 : 10 (0:2, 0:6, 0:2) | Канада | Йюске-банк-боксен, Хернинг Зрителей: 3902 |

| Отчёт  | Отчёт                                               | Отчёт | Отчёт                          | Отчёт                                                                      |
| ------ | --------------------------------------------------- | --- | ------------------------------ | -------------------------------------------------------------------------- |
|        |                                                     | |                                |                                                                            |
|        | Мэтт Далтон — 00:00-36:42 Пак Сун Дже — 36:42-60:00 | Вратари | 00:00-60:00 — Кёртис Макелинни | Судьи: Роман Гофман Алекси Рантала Линейные судьи: Юн Килиан Брайан Оливер |
|        | Голы:                                               | |                                | Судьи: Роман Гофман Алекси Рантала Линейные судьи: Юн Килиан Брайан Оливер |
|        | 0:1 0:2 0:3 0:4 0:5 0:6 0:7 0:8 0:9 0:10            | 08:41 — Райан Ньюджент-Хопкинс (Д. Шварц, К. Макдэвид) 17:16 — Тайсон Джост (Д. Эберле, М. Барзал) 21:07 — Колтон Парайко (бол.) (К. Макдэвид, А. Экблад) 21:57 — Райан О’Райли (бол.) (М. Барзал) 22:32 — Пьер-Люк Дюбуа (Д. Эдмундсон, Ж.-Г. Пажо) 27:33 — Брэйден Шенн (бол.) (А. Экблад, Д. Бейли) 36:24 — Тайсон Джост (Б. Хорват, П.-Л. Дюбуа) 36:42 — Джоэль Эдмундсон (М. Барзал, Э. Бовилье) 44:40 — Коннор Макдэвид (Р. Пулок, П.-Л. Дюбуа) 48:55 — Джордан Эберле (Д. Эдмундсон, Т. Джост) |                                | Судьи: Роман Гофман Алекси Рантала Линейные судьи: Юн Килиан Брайан Оливер |
|        |                                                     | |                                | Судьи: Роман Гофман Алекси Рантала Линейные судьи: Юн Килиан Брайан Оливер |
|        |                                                     | |                                | Судьи: Роман Гофман Алекси Рантала Линейные судьи: Юн Килиан Брайан Оливер |
|        |                                                     | |                                | Судьи: Роман Гофман Алекси Рантала Линейные судьи: Юн Килиан Брайан Оливер |
| 10 мин | Штраф                                               | 6 мин |                                | Судьи: Роман Гофман Алекси Рантала Линейные судьи: Юн Килиан Брайан Оливер |
|        |                                                     | |                                |                                                                            |
|        | 25                                                  | Броски | 50                             |                                                                            |

| 6 мая 2018 16:15 | Германия | 4 : 5 (Б) (2:2, 1:1, 1:1, 0:0, 0:1) | Норвегия | Йюске-банк-боксен, Хернинг Зрителей: 5491 |

| Отчёт | Отчёт                                      | Отчёт | Отчёт                          | Отчёт                                                                              |
| --- | ------------------------------------------ | --- | ------------------------------ | ---------------------------------------------------------------------------------- |
| |                                            | |                                |                                                                                    |
| | Тимо Пильмайер — 00:00-65:00               | Вратари | 00:00-65:00 — Хенрик Хаукеланд | Судьи: Бретт Айверсон Стивен Рено Линейные судьи: Александр Отмахов Натан Ваностен |
| | Голы:                                      | |                                | Судьи: Бретт Айверсон Стивен Рено Линейные судьи: Александр Отмахов Натан Ваностен |
| Патрик Хагер (бол.) — 14:30 (Л. Драйзайтль, М. Плахта) Марк Михаэлис — 18:41 (М. Нёбельс, Й. Мюллер) Патрик Хагер (бол.) — 27:31 (Л. Драйзайтль) Янник Зайденберг — 50:38 (М. Плахта, Л. Драйзайтль) Даниэль Пиетта Патрик Хагер Доминик Кахун | 0:1 0:2 1:2 2:2 2:3 :3 3:4 :4 4:5 Буллиты: | 01:41 — Кен Андре Олимб (мен.) 07:31 — Томас Валькве Ольсен (бол.) (Т. Линдстрём, М. Олимб) 21:36 — Андерс Бастиансен (Э. Сальстен, Т. Валькве Ольсен) 50:13 — Даниэль Сёрвик 65:00 — Матиас Треттенес (поб. бул.) Матиас Треттенес Стефан Эспеланд Тобиас Линдстрём Андерс Бастиансен |                                | Судьи: Бретт Айверсон Стивен Рено Линейные судьи: Александр Отмахов Натан Ваностен |
| |                                            | |                                | Судьи: Бретт Айверсон Стивен Рено Линейные судьи: Александр Отмахов Натан Ваностен |
| |                                            | |                                | Судьи: Бретт Айверсон Стивен Рено Линейные судьи: Александр Отмахов Натан Ваностен |
| |                                            | |                                | Судьи: Бретт Айверсон Стивен Рено Линейные судьи: Александр Отмахов Натан Ваностен |
| 8 мин | Штраф                                      | 12 мин |                                | Судьи: Бретт Айверсон Стивен Рено Линейные судьи: Александр Отмахов Натан Ваностен |
| |                                            | |                                |                                                                                    |
| | 44                                         | Броски | 37                             |                                                                                    |

| 6 мая 2018 20:15 | Латвия | 1 : 8 (0:3, 0:2, 1:3) | Финляндия | Йюске-банк-боксен, Хернинг Зрителей: 6174 |

| Отчёт                                 | Отчёт                               | Отчёт | Отчёт                     | Отчёт                                                                        |
| ------------------------------------- | ----------------------------------- | --- | ------------------------- | ---------------------------------------------------------------------------- |
|                                       |                                     | |                           |                                                                              |
|                                       | Кристерс Гудлевскис — 00:00-60:00   | Вратари | 00:00-60:00 — Вилле Хуссо | Судьи: Линус Элунд Гордон Шукис Линейные судьи: Рене Йенсен Лукас Кольмюллер |
|                                       | Голы:                               | |                           | Судьи: Линус Элунд Гордон Шукис Линейные судьи: Рене Йенсен Лукас Кольмюллер |
| Рихард Букартс — 51:38 (У. Балинскис) | 0:1 0:2 0:3 0:4 0:5 0:6 0:7 0:8 1:8 | 01:24 — Себастьян Ахо (В.-М. Савинайнен) 07:44 — Вели-Матти Савинайнен (М. Хейсканен, С. Ахо) 17:16 — Антти Суомела 27:31 — Себастьян Ахо (мен.) 34:49 — Вели-Матти Савинайнен (Т. Терявяйнен, С. Ахо) 46:29 — Теуво Терявяйнен (бол.) (М. Рантанен, М. Гранлунд) 47:28 — Микко Рантанен (бол.) (С. Ахо, Т. Терявяйнен) 51:10 — Теуво Терявяйнен (С. Ахо, Т. Терявяйнен) |                           | Судьи: Линус Элунд Гордон Шукис Линейные судьи: Рене Йенсен Лукас Кольмюллер |
|                                       |                                     | |                           | Судьи: Линус Элунд Гордон Шукис Линейные судьи: Рене Йенсен Лукас Кольмюллер |
|                                       |                                     | |                           | Судьи: Линус Элунд Гордон Шукис Линейные судьи: Рене Йенсен Лукас Кольмюллер |
|                                       |                                     | |                           | Судьи: Линус Элунд Гордон Шукис Линейные судьи: Рене Йенсен Лукас Кольмюллер |
| 4 мин                                 | Штраф                               | 8 мин |                           | Судьи: Линус Элунд Гордон Шукис Линейные судьи: Рене Йенсен Лукас Кольмюллер |
|                                       |                                     | |                           |                                                                              |
|                                       | 12                                  | Броски | 18                        |                                                                              |

| 7 мая 2018 16:15 | США | 3 : 0 (0:0, 2:0, 1:0) | Германия | Йюске-банк-боксен, Хернинг Зрителей: 10 301 |

| Отчёт | Отчёт                     | Отчёт   | Отчёт                        | Отчёт                                                                                  |
| --- | ------------------------- | ------- | ---------------------------- | -------------------------------------------------------------------------------------- |
| |                           |         |                              |                                                                                        |
| | Кит Кинкейд — 00:00-60:00 | Вратари | 00:00-60:00 — Никлас Тройтле | Судьи: Антонин Ержабек Алекси Рантала Линейные судьи: Александр Отмахов Ханну Сормунен |
| | Голы:                     |         |                              | Судьи: Антонин Ержабек Алекси Рантала Линейные судьи: Александр Отмахов Ханну Сормунен |
| Патрик Кейн (бол.) — 30:02 (Дж. Гудро, К. Аткинсон) Дерек Райан (бол.) — 32:07 (П. Кейн, К. Хьюз) Алекс Дебринкэт — 50:38 (П. Кейн) | 1:0 2:0 3:0               |         |                              | Судьи: Антонин Ержабек Алекси Рантала Линейные судьи: Александр Отмахов Ханну Сормунен |
| |                           |         |                              | Судьи: Антонин Ержабек Алекси Рантала Линейные судьи: Александр Отмахов Ханну Сормунен |
| |                           |         |                              | Судьи: Антонин Ержабек Алекси Рантала Линейные судьи: Александр Отмахов Ханну Сормунен |
| |                           |         |                              | Судьи: Антонин Ержабек Алекси Рантала Линейные судьи: Александр Отмахов Ханну Сормунен |
| 8 мин | Штраф                     | 12 мин  |                              | Судьи: Антонин Ержабек Алекси Рантала Линейные судьи: Александр Отмахов Ханну Сормунен |
| |                           |         |                              |                                                                                        |
| | 36                        | Броски  | 24                           |                                                                                        |

| 7 мая 2018 20:15 | Канада | 7 : 1 (2:0, 3:0, 2:1) | Дания | Йюске-банк-боксен, Хернинг Зрителей: 10 800 |

| Отчёт | Отчёт                           | Отчёт                                | Отчёт                       | Отчёт                                                                       |
| --- | ------------------------------- | ------------------------------------ | --------------------------- | --------------------------------------------------------------------------- |
| |                                 |                                      |                             |                                                                             |
| | Кёртис Макелинни — 00:00-60:00  | Вратари                              | 00:00-60:00 — Себастьян Дам | Судьи: Йозеф Кубуш Линус Элунд Линейные судьи: Джейк Дэвис Лукас Кольмюллер |
| | Голы:                           |                                      |                             | Судьи: Йозеф Кубуш Линус Элунд Линейные судьи: Джейк Дэвис Лукас Кольмюллер |
| Джош Бэйли (бол.) — 08:25 (М. Барзал, Б. Шенн) Аарон Экблад — 11:57 (К. МакДэвид, Дж. Шварц) Джордан Эберле (бол.) — 24:16 (К. МакДэвид, К. Парайко) Райан О’Райли — 26:53 (Дж. Бэйли, Б. Шенн) Райан Ньюджент-Хопкинс — 27:17 Райан Ньюджент-Хопкинс — 46:43 (К. МакДэвид, Т. Шабо) Тайсон Джост — 58:10 (Д. Нёрс, М. Барзал) | 1:0 2:0 3:0 4:0 5:0 6:0 6:1 7:1 | 51:53 — Йеспер Йенсен (О. Лауридсен) |                             | Судьи: Йозеф Кубуш Линус Элунд Линейные судьи: Джейк Дэвис Лукас Кольмюллер |
| |                                 |                                      |                             | Судьи: Йозеф Кубуш Линус Элунд Линейные судьи: Джейк Дэвис Лукас Кольмюллер |
| |                                 |                                      |                             | Судьи: Йозеф Кубуш Линус Элунд Линейные судьи: Джейк Дэвис Лукас Кольмюллер |
| |                                 |                                      |                             | Судьи: Йозеф Кубуш Линус Элунд Линейные судьи: Джейк Дэвис Лукас Кольмюллер |
| 6 мин | Штраф                           | 6 мин                                |                             | Судьи: Йозеф Кубуш Линус Элунд Линейные судьи: Джейк Дэвис Лукас Кольмюллер |
| |                                 |                                      |                             |                                                                             |
| | 31                              | Броски                               | 15                          |                                                                             |

| 8 мая 2018 16:15 | Республика Корея | 0 : 5 (0:2, 0:1, 0:2) | Латвия | Йюске-банк-боксен, Хернинг Зрителей: 5227 |

| Отчёт  | Отчёт                     | Отчёт   | Отчёт                         | Отчёт                                                                     |
| ------ | ------------------------- | ------- | ----------------------------- | ------------------------------------------------------------------------- |
|        |                           |         |                               |                                                                           |
|        | Мэтт Далтон — 00:00-60:00 | Вратари | 00:00-60:00 — Элвис Мерзликин | Судьи: Марк Лемелин Тимоти Майер Линейные судьи: Юн Килиан Натан Ваностен |
|        | Голы:                     |         |                               | Судьи: Марк Лемелин Тимоти Майер Линейные судьи: Юн Килиан Натан Ваностен |
|        | 0:1 0:2 0:3 0:4 0:5       |         |                               | Судьи: Марк Лемелин Тимоти Майер Линейные судьи: Юн Килиан Натан Ваностен |
|        |                           |         |                               | Судьи: Марк Лемелин Тимоти Майер Линейные судьи: Юн Килиан Натан Ваностен |
|        |                           |         |                               | Судьи: Марк Лемелин Тимоти Майер Линейные судьи: Юн Килиан Натан Ваностен |
|        |                           |         |                               | Судьи: Марк Лемелин Тимоти Майер Линейные судьи: Юн Килиан Натан Ваностен |
| 18 мин | Штраф                     | 4 мин   |                               | Судьи: Марк Лемелин Тимоти Майер Линейные судьи: Юн Килиан Натан Ваностен |
|        |                           |         |                               |                                                                           |
|        | 16                        | Броски  | 38                            |                                                                           |

| 8 мая 2018 20:15 | Финляндия | 7 : 0 (2:0, 4:0, 1:0) | Норвегия | Йюске-банк-боксен, Хернинг Зрителей: 4617 |

| Отчёт | Отчёт                       | Отчёт   | Отчёт                                                    | Отчёт                                                                          |
| ----- | --------------------------- | ------- | -------------------------------------------------------- | ------------------------------------------------------------------------------ |
|       |                             |         |                                                          |                                                                                |
|       | Харри Сятери — 00:00-60:00  | Вратари | 00:00-40:00 — Ларс Хауген 40:00-60:00 — Хенрик Хёукеланд | Судьи: Оливье Гуэн Константин Оленин Линейные судьи: Рене Йенсен Брайан Оливер |
|       | Голы:                       |         |                                                          | Судьи: Оливье Гуэн Константин Оленин Линейные судьи: Рене Йенсен Брайан Оливер |
|       | 1:0 2:0 3:0 4:0 5:0 6:0 7:0 |         |                                                          | Судьи: Оливье Гуэн Константин Оленин Линейные судьи: Рене Йенсен Брайан Оливер |
|       |                             |         |                                                          | Судьи: Оливье Гуэн Константин Оленин Линейные судьи: Рене Йенсен Брайан Оливер |
|       |                             |         |                                                          | Судьи: Оливье Гуэн Константин Оленин Линейные судьи: Рене Йенсен Брайан Оливер |
|       |                             |         |                                                          | Судьи: Оливье Гуэн Константин Оленин Линейные судьи: Рене Йенсен Брайан Оливер |
| 8 мин | Штраф                       | 8 мин   |                                                          | Судьи: Оливье Гуэн Константин Оленин Линейные судьи: Рене Йенсен Брайан Оливер |
|       |                             |         |                                                          |                                                                                |
|       | 34                          | Броски  | 10                                                       |                                                                                |

| 9 мая 2018 16:15 | Германия | 6 : 1 (1:0, 3:0, 2:1) | Республика Корея | Йюске-банк-боксен, Хернинг Зрителей: 7092 |

| Отчёт  | Отчёт                        | Отчёт   | Отчёт                     | Отчёт                                                                              |
| ------ | ---------------------------- | ------- | ------------------------- | ---------------------------------------------------------------------------------- |
|        |                              |         |                           |                                                                                    |
|        | Никлас Тройтле — 00:00-60:00 | Вратари | 00:00-60:00 — Мэтт Далтон | Судьи: Ян Грибик Микко Каукокари Линейные судьи: Мирослав Лготский Сакари Суоминен |
|        | Голы:                        |         |                           | Судьи: Ян Грибик Микко Каукокари Линейные судьи: Мирослав Лготский Сакари Суоминен |
|        | 1:0 2:0 3:0 4:0 5:0 6:0 6:1  |         |                           | Судьи: Ян Грибик Микко Каукокари Линейные судьи: Мирослав Лготский Сакари Суоминен |
|        |                              |         |                           | Судьи: Ян Грибик Микко Каукокари Линейные судьи: Мирослав Лготский Сакари Суоминен |
|        |                              |         |                           | Судьи: Ян Грибик Микко Каукокари Линейные судьи: Мирослав Лготский Сакари Суоминен |
|        |                              |         |                           | Судьи: Ян Грибик Микко Каукокари Линейные судьи: Мирослав Лготский Сакари Суоминен |
| 28 мин | Штраф                        | 18 мин  |                           | Судьи: Ян Грибик Микко Каукокари Линейные судьи: Мирослав Лготский Сакари Суоминен |
|        |                              |         |                           |                                                                                    |
|        | 42                           | Броски  | 26                        |                                                                                    |

| 9 мая 2018 20:15 | Финляндия | 2 : 3 (0:0, 1:2, 1:1) | Дания | Йюске-банк-боксен, Хернинг Зрителей: 10 800 |

| Отчёт  | Отчёт                                 | Отчёт   | Отчёт                           | Отчёт                                                                         |
| ------ | ------------------------------------- | ------- | ------------------------------- | ----------------------------------------------------------------------------- |
|        |                                       |         |                                 |                                                                               |
|        | Вилле Хуссо — 00:00-58:10 58:18-58:32 | Вратари | 00:00-60:00 — Фредерик Андерсен | Судьи: Тимоти Майер Тобиас Верли Линейные судьи: Дастин Маккранк Петер Шефчик |
|        | Голы:                                 |         |                                 | Судьи: Тимоти Майер Тобиас Верли Линейные судьи: Дастин Маккранк Петер Шефчик |
|        | 0:1 :1 1:2 :2 2:3                     |         |                                 | Судьи: Тимоти Майер Тобиас Верли Линейные судьи: Дастин Маккранк Петер Шефчик |
|        |                                       |         |                                 | Судьи: Тимоти Майер Тобиас Верли Линейные судьи: Дастин Маккранк Петер Шефчик |
|        |                                       |         |                                 | Судьи: Тимоти Майер Тобиас Верли Линейные судьи: Дастин Маккранк Петер Шефчик |
|        |                                       |         |                                 | Судьи: Тимоти Майер Тобиас Верли Линейные судьи: Дастин Маккранк Петер Шефчик |
| 12 мин | Штраф                                 | 10 мин  |                                 | Судьи: Тимоти Майер Тобиас Верли Линейные судьи: Дастин Маккранк Петер Шефчик |
|        |                                       |         |                                 |                                                                               |
|        | 35                                    | Броски  | 17                              |                                                                               |

| 10 мая 2018 16.15 | США | 3 : 2 (ОТ) (1:1, 1:1, 0:0, 1:0) | Латвия | Йюске-банк-боксен, Хернинг Зрителей: 5215 |

| Отчёт  | Отчёт                      | Отчёт   | Отчёт                         | Отчёт                                                                                 |
| ------ | -------------------------- | ------- | ----------------------------- | ------------------------------------------------------------------------------------- |
|        |                            |         |                               |                                                                                       |
|        | Кейт Кинкейд — 00:00-61:23 | Вратари | 00:00-61:23 — Элвис Мерзликин | Судьи: Оливье Гуэн Константин Оленин Линейные судьи: Дмитрий Голяк Андреас Мальмквист |
|        | Голы:                      |         |                               | Судьи: Оливье Гуэн Константин Оленин Линейные судьи: Дмитрий Голяк Андреас Мальмквист |
|        | 1:0 1:1 1:2 :2 3:2         |         |                               | Судьи: Оливье Гуэн Константин Оленин Линейные судьи: Дмитрий Голяк Андреас Мальмквист |
|        |                            |         |                               | Судьи: Оливье Гуэн Константин Оленин Линейные судьи: Дмитрий Голяк Андреас Мальмквист |
|        |                            |         |                               | Судьи: Оливье Гуэн Константин Оленин Линейные судьи: Дмитрий Голяк Андреас Мальмквист |
|        |                            |         |                               | Судьи: Оливье Гуэн Константин Оленин Линейные судьи: Дмитрий Голяк Андреас Мальмквист |
| 12 мин | Штраф                      | 16 мин  |                               | Судьи: Оливье Гуэн Константин Оленин Линейные судьи: Дмитрий Голяк Андреас Мальмквист |
|        |                            |         |                               |                                                                                       |
|        | 33                         | Броски  | 19                            |                                                                                       |

| 10 мая 2018 20:15 | Норвегия | 0 : 5 (0:3, 0:1, 0:1) | Канада | Йюске-банк-боксен, Хернинг Зрителей: 5139 |

| Отчёт  | Отчёт                     | Отчёт   | Отчёт                                                     | Отчёт                                                                         |
| ------ | ------------------------- | ------- | --------------------------------------------------------- | ----------------------------------------------------------------------------- |
|        |                           |         |                                                           |                                                                               |
|        | Ларс Хауген — 00:00-60:00 | Вратари | 00:00-48:12 — Кёртис Макелинни 48:12-60:00 — Дарси Кемпер | Судьи: Микко Каукокари Марк Лемелин Линейные судьи: Никола Флюри Глеб Лазарев |
|        | Голы:                     |         |                                                           | Судьи: Микко Каукокари Марк Лемелин Линейные судьи: Никола Флюри Глеб Лазарев |
|        | 0:1 0:2 0:3 0:4 0:5       |         |                                                           | Судьи: Микко Каукокари Марк Лемелин Линейные судьи: Никола Флюри Глеб Лазарев |
|        |                           |         |                                                           | Судьи: Микко Каукокари Марк Лемелин Линейные судьи: Никола Флюри Глеб Лазарев |
|        |                           |         |                                                           | Судьи: Микко Каукокари Марк Лемелин Линейные судьи: Никола Флюри Глеб Лазарев |
|        |                           |         |                                                           | Судьи: Микко Каукокари Марк Лемелин Линейные судьи: Никола Флюри Глеб Лазарев |
| 22 мин | Штраф                     | 16 мин  |                                                           | Судьи: Микко Каукокари Марк Лемелин Линейные судьи: Никола Флюри Глеб Лазарев |
|        |                           |         |                                                           |                                                                               |
|        | 10                        | Броски  | 33                                                        |                                                                               |

| 11 мая 2018 16:15 | Дания | 3 : 0 (1:0, 2:0, 0:0) | Норвегия | Йюске-банк-боксен, Хернинг Зрителей: 10 800 |

| Отчёт | Отчёт                           | Отчёт   | Отчёт                          | Отчёт                                                                      |
| --- | ------------------------------- | ------- | ------------------------------ | -------------------------------------------------------------------------- |
| |                                 |         |                                |                                                                            |
| | Фредерик Андерсен — 00:00-60:00 | Вратари | 00:00-60:00 — Хенрик Хёукеланд | Судьи: Ян Грибик Тимоти Майер Линейные судьи: Дастин Маккранк Петер Шефчик |
| | Голы:                           |         |                                | Судьи: Ян Грибик Тимоти Майер Линейные судьи: Дастин Маккранк Петер Шефчик |
| Никлас Йенсен (бол.) — 19:13 (Ф. Ларсен, П. Регин) Никлас Йенсен — 26:17 (Ф. Ларсен, О. Бьёркстранд) Фредерик Сторм (бол.) — 33:58 (М. Бёдкер, Й. Йенсен) | 1:0 2:0 3:0                     |         |                                | Судьи: Ян Грибик Тимоти Майер Линейные судьи: Дастин Маккранк Петер Шефчик |
| |                                 |         |                                | Судьи: Ян Грибик Тимоти Майер Линейные судьи: Дастин Маккранк Петер Шефчик |
| |                                 |         |                                | Судьи: Ян Грибик Тимоти Майер Линейные судьи: Дастин Маккранк Петер Шефчик |
| |                                 |         |                                | Судьи: Ян Грибик Тимоти Майер Линейные судьи: Дастин Маккранк Петер Шефчик |
| 10 мин | Штраф                           | 12 мин  |                                | Судьи: Ян Грибик Тимоти Майер Линейные судьи: Дастин Маккранк Петер Шефчик |
| |                                 |         |                                |                                                                            |
| | 25                              | Броски  | 21                             |                                                                            |

| 11 мая 2018 20:15 | США | 13 : 1 (4:1, 4:0, 5:0) | Республика Корея | Йюске-банк-боксен, Хернинг Зрителей: 7563 |

| Отчёт | Отчёт                                                      | Отчёт                                     | Отчёт                                               | Отчёт                                                                                 |
| --- | ---------------------------------------------------------- | ----------------------------------------- | --------------------------------------------------- | ------------------------------------------------------------------------------------- |
| |                                                            |                                           |                                                     |                                                                                       |
| | Скотт Дарлинг — 00:00-60:00                                | Вратари                                   | 00:00-27:06 — Мэтт Далтон 27:06-60:00 — Пак Сун Дже | Судьи: Микаэль Шёквист Тобиас Верли Линейные судьи: Мирослав Лготский Сакари Суоминен |
| | Голы:                                                      |                                           |                                                     | Судьи: Микаэль Шёквист Тобиас Верли Линейные судьи: Мирослав Лготский Сакари Суоминен |
| Андерс Ли — 08:35 (Д. Ларкин, Д. Годро) Патрик Кейн (бол.) — 12:56 (Д. Гордо) Чарли Макэвой (бол.) — 33:58 (П. Кейн, Д. Годро) Чарли Макэвой — 19:16 (К. Крайдер, Д. Ларкин) Дерек Райан (мен.) — 23:42 (А. Мартинес) Блейк Коуман — 27:06 (А. Мартинес, К. Уайт) Патрик Кейн (бол.) — 28:41 (Ч. Макэвой) Кэм Аткинсон (бол.) — 32:18 (П. Кейн, Ч. Макэвой) Тейдж Томпсон — 45:06 (С. Милано, Н. Дженсен) Кэм Аткинсон — 46:11 (П. Кейн, Ч. Макэвой) Нил Пионк — 49:09 (У. Батчер) Дерек Райан (бол.) — 51:40 (А. Дебринкэт, Н. Пионк) Сонни Милано — 58:50 (А. Дебринкэт, Т. Томпсон) | 0:1 :1 2:1 3:1 4:1 5:1 6:1 7:1 8:1 9:1 10:1 11:1 12:1 13:1 | 05:23 — Чин Хи Ан (С. Ву Ким, В. Чун Ким) |                                                     | Судьи: Микаэль Шёквист Тобиас Верли Линейные судьи: Мирослав Лготский Сакари Суоминен |
| |                                                            |                                           |                                                     | Судьи: Микаэль Шёквист Тобиас Верли Линейные судьи: Мирослав Лготский Сакари Суоминен |
| |                                                            |                                           |                                                     | Судьи: Микаэль Шёквист Тобиас Верли Линейные судьи: Мирослав Лготский Сакари Суоминен |
| |                                                            |                                           |                                                     | Судьи: Микаэль Шёквист Тобиас Верли Линейные судьи: Мирослав Лготский Сакари Суоминен |
| 10 мин | Штраф                                                      | 22 мин                                    |                                                     | Судьи: Микаэль Шёквист Тобиас Верли Линейные судьи: Мирослав Лготский Сакари Суоминен |
| |                                                            |                                           |                                                     |                                                                                       |
| | 57                                                         | Броски                                    | 13                                                  |                                                                                       |

| 12 мая 2018 12:15 | Латвия | 3 : 1 (0:0, 1:0, 2:1) | Германия | Йюске-банк-боксен, Хернинг Зрителей: 8997 |

| Отчёт | Отчёт                         | Отчёт   | Отчёт                                    | Отчёт                                                                               |
| ----- | ----------------------------- | ------- | ---------------------------------------- | ----------------------------------------------------------------------------------- |
|       |                               |         |                                          |                                                                                     |
|       | Элвис Мерзликин — 00:00-60:00 | Вратари | 00:00-58:29 59:55-60:00 — Никлас Тройтле | Судьи: Микко Каукокари Тимоти Майер Линейные судьи: Никола Флюри Андреас Мальмквист |
|       | Голы:                         |         |                                          | Судьи: Микко Каукокари Тимоти Майер Линейные судьи: Никола Флюри Андреас Мальмквист |
|       | 1:0 2:0 3:0 3:1               |         |                                          | Судьи: Микко Каукокари Тимоти Майер Линейные судьи: Никола Флюри Андреас Мальмквист |
|       |                               |         |                                          | Судьи: Микко Каукокари Тимоти Майер Линейные судьи: Никола Флюри Андреас Мальмквист |
|       |                               |         |                                          | Судьи: Микко Каукокари Тимоти Майер Линейные судьи: Никола Флюри Андреас Мальмквист |
|       |                               |         |                                          | Судьи: Микко Каукокари Тимоти Майер Линейные судьи: Никола Флюри Андреас Мальмквист |
| 4 мин | Штраф                         | 14 мин  |                                          | Судьи: Микко Каукокари Тимоти Майер Линейные судьи: Никола Флюри Андреас Мальмквист |
|       |                               |         |                                          |                                                                                     |
|       | 32                            | Броски  | 34                                       |                                                                                     |

| 12 мая 2018 16:15 | Дания | 3 : 1 (0:0, 2:1, 1:0) | Республика Корея | Йюске-банк-боксен, Хернинг Зрителей: 10 591 |

| Отчёт | Отчёт                           | Отчёт   | Отчёт                     | Отчёт                                                                           |
| ----- | ------------------------------- | ------- | ------------------------- | ------------------------------------------------------------------------------- |
|       |                                 |         |                           |                                                                                 |
|       | Фредерик Андерсен — 00:00-60:00 | Вратари | 00:00-60:00 — Мэтт Далтон | Судьи: Оливье Гуэн Микаэль Шёквист Линейные судьи: Глеб Лазарев Дастин Маккранк |
|       | Голы:                           |         |                           | Судьи: Оливье Гуэн Микаэль Шёквист Линейные судьи: Глеб Лазарев Дастин Маккранк |
|       | 1:0 1:1 2:1 3:1                 |         |                           | Судьи: Оливье Гуэн Микаэль Шёквист Линейные судьи: Глеб Лазарев Дастин Маккранк |
|       |                                 |         |                           | Судьи: Оливье Гуэн Микаэль Шёквист Линейные судьи: Глеб Лазарев Дастин Маккранк |
|       |                                 |         |                           | Судьи: Оливье Гуэн Микаэль Шёквист Линейные судьи: Глеб Лазарев Дастин Маккранк |
|       |                                 |         |                           | Судьи: Оливье Гуэн Микаэль Шёквист Линейные судьи: Глеб Лазарев Дастин Маккранк |
| 4 мин | Штраф                           | 8 мин   |                           | Судьи: Оливье Гуэн Микаэль Шёквист Линейные судьи: Глеб Лазарев Дастин Маккранк |
|       |                                 |         |                           |                                                                                 |
|       | 28                              | Броски  | 14                        |                                                                                 |

| 12 мая 2018 20:15 | Канада | 1 : 5 (1:3, 0:0, 0:2) | Финляндия | Йюске-банк-боксен, Хернинг Зрителей: 9313 |

| Отчёт                                  | Отчёт                                                     | Отчёт                                                                          | Отчёт                      | Отчёт                                                                            |
| -------------------------------------- | --------------------------------------------------------- | ------------------------------------------------------------------------------ | -------------------------- | -------------------------------------------------------------------------------- |
|                                        |                                                           |                                                                                |                            |                                                                                  |
|                                        | Кёртис Макелинни — 00:00-16:35 Дарси Кемпер — 16:35-60:00 | Вратари                                                                        | 00:00-60:00 — Харри Сятери | Судьи: Марк Лемелин Константин Оленин Линейные судьи: Дмитрий Голяк Петер Шефчик |
|                                        | Голы:                                                     |                                                                                |                            | Судьи: Марк Лемелин Константин Оленин Линейные судьи: Дмитрий Голяк Петер Шефчик |
| Жан-Габриэль Пажо — 10:55 (Бо. Хорват) | 0:1 :1 1:2 1:3 1:4 1:5                                    | 08:50 — Микко Рантанен 13:48 — Янне Песонен (бол.) (М. Нутиваара, Э. Толванен) |                            | Судьи: Марк Лемелин Константин Оленин Линейные судьи: Дмитрий Голяк Петер Шефчик |
|                                        |                                                           |                                                                                |                            | Судьи: Марк Лемелин Константин Оленин Линейные судьи: Дмитрий Голяк Петер Шефчик |
|                                        |                                                           |                                                                                |                            | Судьи: Марк Лемелин Константин Оленин Линейные судьи: Дмитрий Голяк Петер Шефчик |
|                                        |                                                           |                                                                                |                            | Судьи: Марк Лемелин Константин Оленин Линейные судьи: Дмитрий Голяк Петер Шефчик |
| 22 мин                                 | Штраф                                                     | 16 мин                                                                         |                            | Судьи: Марк Лемелин Константин Оленин Линейные судьи: Дмитрий Голяк Петер Шефчик |
|                                        |                                                           |                                                                                |                            |                                                                                  |
|                                        | 31                                                        | Броски                                                                         | 22                         |                                                                                  |

| 13 мая 2018 16:15 | Норвегия | 3 : 9 (0:3, 1:4, 2:2) | США | Йюске-банк-боксен, Хернинг Зрителей: 4553 |

| Отчёт  | Отчёт                                           | Отчёт  | Отчёт | Отчёт                                                                              |
| ------ | ----------------------------------------------- | ------ | ----- | ---------------------------------------------------------------------------------- |
|        |                                                 |        |       |                                                                                    |
|        |                                                 |        |       | Судьи: Роман Гофман Тобиас Верли Линейные судьи: Мирослав Лготский Сакари Суоминен |
|        | Голы:                                           |        |       |                                                                                    |
|        | 0:1 0:2 0:3 0:4 1:4 1:5 1:6 1:7 1:8 2:8 3:8 3:9 |        |       |                                                                                    |
|        |                                                 |        |       |                                                                                    |
|        |                                                 |        |       |                                                                                    |
|        |                                                 |        |       |                                                                                    |
| 10 мин | Штраф                                           | 22 мин |       |                                                                                    |
|        |                                                 |        |       |                                                                                    |
|        | 26                                              | Броски | 48    |                                                                                    |

| 13 мая 2018 20:15 | Германия | 3 : 2 (ОТ) (0:1, 2:0, 0:1, 1:0) | Финляндия | Йюске-банк-боксен, Хернинг Зрителей: 5077 |

| Отчёт | Отчёт                            | Отчёт   | Отчёт                     | Отчёт                                                                  |
| ----- | -------------------------------- | ------- | ------------------------- | ---------------------------------------------------------------------- |
|       |                                  |         |                           |                                                                        |
|       | Матиас Нидербергер — 00:00-62:00 | Вратари | 00:00-62:00 — Вилле Хуссо | Судьи: Оливье Гуэн Ян Грибик Линейные судьи: Никола Флюри Глеб Лазарев |
|       |                                  |         |                           | Судьи: Оливье Гуэн Ян Грибик Линейные судьи: Никола Флюри Глеб Лазарев |
|       |                                  |         |                           | Судьи: Оливье Гуэн Ян Грибик Линейные судьи: Никола Флюри Глеб Лазарев |
|       |                                  |         |                           | Судьи: Оливье Гуэн Ян Грибик Линейные судьи: Никола Флюри Глеб Лазарев |
|       |                                  |         |                           | Судьи: Оливье Гуэн Ян Грибик Линейные судьи: Никола Флюри Глеб Лазарев |
|       |                                  |         |                           | Судьи: Оливье Гуэн Ян Грибик Линейные судьи: Никола Флюри Глеб Лазарев |
| 6 мин | Штраф                            | 4 мин   |                           | Судьи: Оливье Гуэн Ян Грибик Линейные судьи: Никола Флюри Глеб Лазарев |
|       |                                  |         |                           |                                                                        |
|       | 15                               | Броски  | 38                        |                                                                        |

| 14 мая 2018 16:15 | Республика Корея | 0 : 3 (0:1, 0:0, 0:2) | Норвегия | Йюске-банк-боксен, Хернинг Зрителей: 3330 |

| Отчёт  | Отчёт                                 | Отчёт   | Отчёт                     | Отчёт                                                                               |
| ------ | ------------------------------------- | ------- | ------------------------- | ----------------------------------------------------------------------------------- |
|        |                                       |         |                           |                                                                                     |
|        | Мэтт Далтон — 00:00-57:40 58:25-59:22 | Вратари | 00:00-60:00 — Ларс Хауген | Судьи: Бретт Айверсон Микко Каукокари Линейные судьи: Дмитрий Голяк Дастин Маккранк |
|        | Голы:                                 |         |                           | Судьи: Бретт Айверсон Микко Каукокари Линейные судьи: Дмитрий Голяк Дастин Маккранк |
|        | 0:1 0:2 0:3                           |         |                           | Судьи: Бретт Айверсон Микко Каукокари Линейные судьи: Дмитрий Голяк Дастин Маккранк |
|        |                                       |         |                           | Судьи: Бретт Айверсон Микко Каукокари Линейные судьи: Дмитрий Голяк Дастин Маккранк |
|        |                                       |         |                           | Судьи: Бретт Айверсон Микко Каукокари Линейные судьи: Дмитрий Голяк Дастин Маккранк |
|        |                                       |         |                           | Судьи: Бретт Айверсон Микко Каукокари Линейные судьи: Дмитрий Голяк Дастин Маккранк |
| 12 мин | Штраф                                 | 2 мин   |                           | Судьи: Бретт Айверсон Микко Каукокари Линейные судьи: Дмитрий Голяк Дастин Маккранк |
|        |                                       |         |                           |                                                                                     |
|        | 17                                    | Броски  | 30                        |                                                                                     |

| 14 мая 2018 20:15 | Канада | 2 : 1 (ОТ) (1:0, 0:0, 0:1, 1:0) | Латвия | Йюске-банк-боксен, Хернинг Зрителей: 2996 |

| Отчёт                                                                                       | Отчёт                      | Отчёт                                            | Отчёт                             | Отчёт                                                                           |
| ------------------------------------------------------------------------------------------- | -------------------------- | ------------------------------------------------ | --------------------------------- | ------------------------------------------------------------------------------- |
|                                                                                             |                            |                                                  |                                   |                                                                                 |
|                                                                                             | Дарси Кемпер — 00:00-60:46 | Вратари                                          | 00:00-60:46 — Кристерс Гудлевскис | Судьи: Стивен Рено Тобиас Верли Линейные судьи: Андреас Мальмквист Петер Шефчик |
|                                                                                             | Голы:                      |                                                  |                                   | Судьи: Стивен Рено Тобиас Верли Линейные судьи: Андреас Мальмквист Петер Шефчик |
| Энтони Бовилье — 02:51 (Ж-Г. Пажо, М. Барзал) Коннор Макдэвид — 60:46 (Р. Ньюджент-Хопкинс) | 1:0 1:1 2:1                | 41:50 — Кристиан Рубинс (Р. Букартс, Т. Блюгерс) |                                   | Судьи: Стивен Рено Тобиас Верли Линейные судьи: Андреас Мальмквист Петер Шефчик |
|                                                                                             |                            |                                                  |                                   | Судьи: Стивен Рено Тобиас Верли Линейные судьи: Андреас Мальмквист Петер Шефчик |
|                                                                                             |                            |                                                  |                                   | Судьи: Стивен Рено Тобиас Верли Линейные судьи: Андреас Мальмквист Петер Шефчик |
|                                                                                             |                            |                                                  |                                   | Судьи: Стивен Рено Тобиас Верли Линейные судьи: Андреас Мальмквист Петер Шефчик |
| 4 мин                                                                                       | Штраф                      | 4 мин                                            |                                   | Судьи: Стивен Рено Тобиас Верли Линейные судьи: Андреас Мальмквист Петер Шефчик |
|                                                                                             |                            |                                                  |                                   |                                                                                 |
|                                                                                             | 33                         | Броски                                           | 15                                |                                                                                 |

| 15 мая 2018 12:15 | Финляндия | 6 : 2 (2:0, 1:0, 3:2) | США | Йюске-банк-боксен, Хернинг Зрителей: 6343 |

| Отчёт | Отчёт                           | Отчёт                                                                             | Отчёт                                              | Отчёт                                                                                      |
| --- | ------------------------------- | --------------------------------------------------------------------------------- | -------------------------------------------------- | ------------------------------------------------------------------------------------------ |
| |                                 |                                                                                   |                                                    |                                                                                            |
| | Харри Сятери — 00:00-60:00      | Вратари                                                                           | 00:00-51:18 51:33-55:16 56:45-60:00 — Кейт Кинкейд | Судьи: Бретт Айверсон Микаэль Шёквист Линейные судьи: Мирослав Лготский Андреас Мальмквист |
| | Голы:                           |                                                                                   |                                                    | Судьи: Бретт Айверсон Микаэль Шёквист Линейные судьи: Мирослав Лготский Андреас Мальмквист |
| Себастьян Ахо — 10:17 (В-М. Савинайнен) Себастьян Ахо — 17:15 (М. Нутиваара) Микко Рантанен — 37:51 (М. Нутиваара, М. Гранлунд) Марко Анттила — 47:42 (С. Маннинен) Каспери Капанен (бол.) — 53:57 (Э. Толванен, В-М. Савинайнен) Себастьян Ахо (п.в.) — 56:45 (Т. Кивистё) | 1:0 2:0 3:0 4:0 4:1 5:1 5:2 6:2 | 51:33 — Патрик Кейн (бол.) (Ч. Макэвой) 54:44 — Дерек Райан (П. Кейн, К. Крайдер) |                                                    | Судьи: Бретт Айверсон Микаэль Шёквист Линейные судьи: Мирослав Лготский Андреас Мальмквист |
| |                                 |                                                                                   |                                                    | Судьи: Бретт Айверсон Микаэль Шёквист Линейные судьи: Мирослав Лготский Андреас Мальмквист |
| |                                 |                                                                                   |                                                    | Судьи: Бретт Айверсон Микаэль Шёквист Линейные судьи: Мирослав Лготский Андреас Мальмквист |
| |                                 |                                                                                   |                                                    | Судьи: Бретт Айверсон Микаэль Шёквист Линейные судьи: Мирослав Лготский Андреас Мальмквист |
| 8 мин | Штраф                           | 10 мин                                                                            |                                                    | Судьи: Бретт Айверсон Микаэль Шёквист Линейные судьи: Мирослав Лготский Андреас Мальмквист |
| |                                 |                                                                                   |                                                    |                                                                                            |
| | 36                              | Броски                                                                            | 37                                                 |                                                                                            |

| 15 мая 2018 16:15 | Канада | 3 : 0 (1:0, 1:0, 1:0) | Германия | Йюске-банк-боксен, Хернинг Зрителей: 6200 |

| Отчёт | Отчёт        | Отчёт   | Отчёт          | Отчёт |
| ----- | ------------ | ------- | -------------- | ----- |
|       |              |         |                |       |
|       | Дарси Кемпер | Вратари | Никлас Тройтле |       |
|       |              |         |                |       |
|       |              |         |                |       |
|       |              |         |                |       |
|       |              |         |                |       |
|       |              |         |                |       |
| 4 мин | Штраф        | 6 мин   |                |       |
|       |              |         |                |       |
|       | 30           | Броски  | 12             |       |

| 15 мая 2018 20:15 | Латвия | 1 : 0 (1:0, 0:0, 0:0) | Дания | Йюске-банк-боксен, Хернинг Зрителей: 10 800 |

| Отчёт                                 | Отчёт           | Отчёт   | Отчёт             | Отчёт |
| ------------------------------------- | --------------- | ------- | ----------------- | ----- |
|                                       |                 |         |                   |       |
|                                       | Элвис Мерзликин | Вратари | Фредерик Андерсен |       |
|                                       | Голы:           |         |                   |       |
| Андрис Джериньш — 09:34 (М. Индрашис) | 1 : 0           |         |                   |       |
|                                       |                 |         |                   |       |
|                                       |                 |         |                   |       |
|                                       |                 |         |                   |       |
| 2 мин                                 | Штраф           | 16 мин  |                   |       |
|                                       |                 |         |                   |       |
|                                       | 28              | Броски  | 19                |       |

## Плей-офф
|  | Четвертьфиналы | Четвертьфиналы | Четвертьфиналы | Четвертьфиналы | Четвертьфиналы | Четвертьфиналы | Четвертьфиналы | Четвертьфиналы | Четвертьфиналы | Четвертьфиналы |           |           | Полуфиналы | Полуфиналы | Полуфиналы | Полуфиналы        | Полуфиналы        | Полуфиналы        | Полуфиналы        | Полуфиналы        | Полуфиналы        | Полуфиналы        |                   |                   | Финал             | Финал  | Финал  | Финал  | Финал  | Финал  | Финал  | Финал  | Финал  | Финал |
|  |                |                |                |                |                |                |                |                |                |                |           |           |            |            |            |                   |                   |                   |                   |                   |                   |                   |                   |                   |                   |        |        |        |        |        |        |        |        |       |
|  | А1             | Швеция         | Швеция         | Швеция         | Швеция         | Швеция         | Швеция         | Швеция         | Швеция         | 3              |           |           |            |            |            |                   |                   |                   |                   |                   |                   |                   |                   |                   |                   |        |        |        |        |        |        |        |        |       |
|  | А1             | Швеция         | Швеция         | Швеция         | Швеция         | Швеция         | Швеция         | Швеция         | Швеция         | 3              |           |           |            |            |            |                   |                   |                   |                   |                   |                   |                   |                   |                   |                   |        |        |        |        |        |        |        |        |       |
|  | B4             | Латвия         | Латвия         | Латвия         | Латвия         | Латвия         | Латвия         | Латвия         | Латвия         | 2              |           |           |            |            |            |                   |                   |                   |                   |                   |                   |                   |                   |                   |                   |        |        |        |        |        |        |        |        |       |
|  | B4             | Латвия         | Латвия         | Латвия         | Латвия         | Латвия         | Латвия         | Латвия         | Латвия         | 2              | WQF1      | Швеция    | Швеция     | Швеция     | Швеция     | Швеция            | Швеция            | Швеция            | Швеция            | 6                 |                   |                   |                   |                   |                   |        |        |        |        |        |        |        |        |       |
|  |                |                |                |                |                |                |                |                |                |                | WQF1      | Швеция    | Швеция     | Швеция     | Швеция     | Швеция            | Швеция            | Швеция            | Швеция            | 6                 |                   |                   |                   |                   |                   |        |        |        |        |        |        |        |        |       |
|  |                |                | WQF2           | США            | США            | США            | США            | США            | США            | США            | США       | 0         |            |            |            |                   |                   |                   |                   |                   |                   |                   |                   |                   |                   |        |        |        |        |        |        |        |        |       |
|  | B2             | США            | США            | США            | США            | США            | США            | США            | США            | США            | США       | 0         | 3          |            |            |                   |                   |                   |                   |                   |                   |                   |                   |                   |                   |        |        |        |        |        |        |        |        |       |
|  | B2             | США            | США            | США            | США            | США            | США            | США            | США            |                |           |           | 3          |            |            |                   |                   |                   |                   |                   |                   |                   |                   |                   |                   |        |        |        |        |        |        |        |        |       |
|  | A3             | Чехия          | Чехия          | Чехия          | Чехия          | Чехия          | Чехия          | Чехия          | Чехия          | 2              |           |           |            |            |            |                   |                   |                   |                   |                   |                   |                   |                   |                   |                   |        |        |        |        |        |        |        |        |       |
|  | A3             | Чехия          | Чехия          | Чехия          | Чехия          | Чехия          | Чехия          | Чехия          | Чехия          | 2              |           |           |            |            |            |                   |                   |                   |                   |                   |                   |                   | WSF1              | Швеция            | Швеция            | Швеция | Швеция | Швеция | Швеция | Швеция | Швеция | 3      |        |       |
|  |                |                |                |                |                |                |                |                |                |                |           |           |            |            |            |                   |                   |                   |                   |                   |                   |                   | WSF1              | Швеция            | Швеция            | Швеция | Швеция | Швеция | Швеция | Швеция | Швеция | 3      |        |       |
|  |                |                | WSF2           | Швейцария      | Швейцария      | Швейцария      | Швейцария      | Швейцария      | Швейцария      | Швейцария      | Швейцария | 2         |            |            |            |                   |                   |                   |                   |                   |                   |                   |                   |                   |                   |        |        |        |        |        |        |        |        |       |
|  | В1             | Финляндия      | Финляндия      | Финляндия      | Финляндия      | Финляндия      | Финляндия      | Финляндия      | Финляндия      | Швейцария      | Швейцария | 2         | 2          |            |            |                   |                   |                   |                   |                   |                   |                   |                   |                   |                   |        |        |        |        |        |        |        |        |       |
|  | В1             | Финляндия      | Финляндия      | Финляндия      | Финляндия      | Финляндия      | Финляндия      | Финляндия      | Финляндия      |                |           |           | 2          |            |            |                   |                   |                   |                   |                   |                   |                   |                   |                   |                   |        |        |        |        |        |        |        |        |       |
|  | А4             | Швейцария      | Швейцария      | Швейцария      | Швейцария      | Швейцария      | Швейцария      | Швейцария      | Швейцария      | 3              |           |           |            |            |            |                   |                   |                   |                   |                   |                   |                   |                   |                   |                   |        |        |        |        |        |        |        |        |       |
|  | А4             | Швейцария      | Швейцария      | Швейцария      | Швейцария      | Швейцария      | Швейцария      | Швейцария      | Швейцария      | 3              | WQF3      | Швейцария | Швейцария  | Швейцария  | Швейцария  | Швейцария         | Швейцария         | Швейцария         | Швейцария         | 3                 |                   |                   |                   |                   |                   |        |        |        |        |        |        |        |        |       |
|  |                |                |                |                |                |                |                |                |                |                | WQF3      | Швейцария | Швейцария  | Швейцария  | Швейцария  | Швейцария         | Швейцария         | Швейцария         | Швейцария         | 3                 |                   |                   |                   |                   |                   |        |        |        |        |        |        |        |        |       |
|  |                |                | WQF4           | Канада         | Канада         | Канада         | Канада         | Канада         | Канада         | Канада         | Канада    | 2         |            |            |            |                   |                   |                   |                   |                   |                   |                   |                   |                   |                   |        |        |        |        |        |        |        |        |       |
|  | А2             | Россия         | Россия         | Россия         | Россия         | Россия         | Россия         | Россия         | Россия         | Канада         | Канада    | 2         | 4          |            |            | Матч за 3-е место | Матч за 3-е место | Матч за 3-е место | Матч за 3-е место | Матч за 3-е место | Матч за 3-е место | Матч за 3-е место | Матч за 3-е место | Матч за 3-е место | Матч за 3-е место |        |        |        |        |        |        |        |        |       |
|  | А2             | Россия         | Россия         | Россия         | Россия         | Россия         | Россия         | Россия         | Россия         |                |           |           | 4          |            |            | Матч за 3-е место | Матч за 3-е место | Матч за 3-е место | Матч за 3-е место | Матч за 3-е место | Матч за 3-е место | Матч за 3-е место | Матч за 3-е место | Матч за 3-е место | Матч за 3-е место |        |        |        |        |        |        |        |        |       |
|  | В3             | Канада         | Канада         | Канада         | Канада         | Канада         | Канада         | Канада         | Канада         | 5              |           |           |            |            |            |                   |                   |                   |                   |                   |                   |                   |                   |                   |                   |        |        |        |        |        |        |        |        |       |
|  | В3             | Канада         | Канада         | Канада         | Канада         | Канада         | Канада         | Канада         | Канада         | 5              |           |           |            |            |            |                   |                   |                   |                   |                   |                   |                   |                   |                   |                   |        |        |        |        |        |        |        |        |       |
|  |                |                |                |                |                |                |                |                |                |                |           |           |            |            |            |                   |                   |                   |                   |                   |                   |                   |                   |                   | LSF1              | США    | США    | США    | США    | США    | США    | США    | США    | 4     |
|  |                |                |                |                |                |                |                |                |                |                |           |           |            |            |            |                   |                   |                   |                   |                   |                   |                   |                   |                   | LSF1              | США    | США    | США    | США    | США    | США    | США    | США    | 4     |
|  |                |                |                |                |                |                |                |                |                |                |           |           |            |            |            |                   |                   |                   |                   |                   |                   |                   |                   |                   | LSF2              | Канада | Канада | Канада | Канада | Канада | Канада | Канада | Канада | 1     |
|  |                |                |                |                |                |                |                |                |                |                |           |           |            |            |            |                   |                   |                   |                   |                   |                   |                   |                   |                   | LSF2              | Канада | Канада | Канада | Канада | Канада | Канада | Канада | Канада | 1     |

### Четвертьфиналы
(UTC+2).
| 17 мая 2018 16:15 | Россия | 4 : 5 (ОТ) (0:1, 2:1, 2:2, 0:1) | Канада | Роял Арена, Копенгаген Зрителей: 9017 |

| Отчёт | Отчёт                             | Отчёт | Отчёт                      | Отчёт                                                                           |
| --- | --------------------------------- | --- | -------------------------- | ------------------------------------------------------------------------------- |
| |                                   | |                            |                                                                                 |
| | Игорь Шестёркин — 00:00-64:57     | Вратари | 00:00-64:57 — Дарси Кемпер | Судьи: Марк Лемелин Алекси Рантала Линейные судьи: Брайан Оливер Ханну Сормунен |
| | Голы:                             | |                            | Судьи: Марк Лемелин Алекси Рантала Линейные судьи: Брайан Оливер Ханну Сормунен |
| Илья Михеев — 32:53 (А. Анисимов, Н.Зайцев) Александр Барабанов — 37:32 (Е.Дадонов) Сергей Андронов — 48:44 (Н.Зайцев, Н.Сошников) Артём Анисимов — 54:34 (М.Григоренко, Н.Зайцев) | 0:1 0:2 1:2 2:2 2:3 :3 3:4 :4 4:5 | 04:45 — Колтон Парайко (К.Макдэвид, Д. Эберле) 31:51 — Райан Ньюджент-Хопкинс (К. Макдэвид, К. Парэйко) 47:10 — Кайл Туррис (Д.Шварц) 52:36 — Пьер-Люк Дюбуа (Т.Джост) 64:57 — Райан О’Райли (К.Макдэвид, А.Экблад) |                            | Судьи: Марк Лемелин Алекси Рантала Линейные судьи: Брайан Оливер Ханну Сормунен |
| |                                   | |                            | Судьи: Марк Лемелин Алекси Рантала Линейные судьи: Брайан Оливер Ханну Сормунен |
| |                                   | |                            | Судьи: Марк Лемелин Алекси Рантала Линейные судьи: Брайан Оливер Ханну Сормунен |
| |                                   | |                            | Судьи: Марк Лемелин Алекси Рантала Линейные судьи: Брайан Оливер Ханну Сормунен |
| 8 мин | Штраф                             | 2 мин |                            | Судьи: Марк Лемелин Алекси Рантала Линейные судьи: Брайан Оливер Ханну Сормунен |
| |                                   | |                            |                                                                                 |
| | 30 (4+15+8+3)                     | Броски | 41 (12+9+15+5)             |                                                                                 |

| 17 мая 2018 16:15 | США | 3 : 2 (2:0, 0:2, 1:0) | Чехия | Йюске-банк-боксен, Хернинг Зрителей: 4846 |

| Отчёт  | Отчёт                      | Отчёт   | Отчёт                                    | Отчёт                                                                              |
| ------ | -------------------------- | ------- | ---------------------------------------- | ---------------------------------------------------------------------------------- |
|        |                            |         |                                          |                                                                                    |
|        | Кейт Кинкейд — 00:00-60:00 | Вратари | 00:00-57:31 58:19-58:59 — Павел Францоуз | Судьи: Микко Каукокари Йозеф Кубуш Линейные судьи: Дастин Маккранк Сакари Суоминен |
|        | Голы:                      |         |                                          | Судьи: Микко Каукокари Йозеф Кубуш Линейные судьи: Дастин Маккранк Сакари Суоминен |
|        | 1:0 2:0 2:1 2:2 3:2        |         |                                          | Судьи: Микко Каукокари Йозеф Кубуш Линейные судьи: Дастин Маккранк Сакари Суоминен |
|        |                            |         |                                          | Судьи: Микко Каукокари Йозеф Кубуш Линейные судьи: Дастин Маккранк Сакари Суоминен |
|        |                            |         |                                          | Судьи: Микко Каукокари Йозеф Кубуш Линейные судьи: Дастин Маккранк Сакари Суоминен |
|        |                            |         |                                          | Судьи: Микко Каукокари Йозеф Кубуш Линейные судьи: Дастин Маккранк Сакари Суоминен |
| 10 мин | Штраф                      | 2 мин   |                                          | Судьи: Микко Каукокари Йозеф Кубуш Линейные судьи: Дастин Маккранк Сакари Суоминен |
|        |                            |         |                                          |                                                                                    |
|        | 31                         | Броски  | 26                                       |                                                                                    |

| 17 мая 2018 20:15 | Швеция | 3 : 2 (0:0, 1:1, 2:1) | Латвия | Роял Арена, Копенгаген Зрителей: 12 490 |

| Отчёт  | Отчёт                         | Отчёт   | Отчёт                         | Отчёт                                                                                    |
| ------ | ----------------------------- | ------- | ----------------------------- | ---------------------------------------------------------------------------------------- |
|        |                               |         |                               |                                                                                          |
|        | Андерс Нильссон — 00:00-60:00 | Вратари | 00:00-58:48 — Элвис Мерзликин | Судьи: Тимоти Майер Константин Оленин Линейные судьи: Лукас Кольмюллер Александр Отмахов |
|        | Голы:                         |         |                               | Судьи: Тимоти Майер Константин Оленин Линейные судьи: Лукас Кольмюллер Александр Отмахов |
|        | 1:0 1:1 2:1 3:1 3:2           |         |                               | Судьи: Тимоти Майер Константин Оленин Линейные судьи: Лукас Кольмюллер Александр Отмахов |
|        |                               |         |                               | Судьи: Тимоти Майер Константин Оленин Линейные судьи: Лукас Кольмюллер Александр Отмахов |
|        |                               |         |                               | Судьи: Тимоти Майер Константин Оленин Линейные судьи: Лукас Кольмюллер Александр Отмахов |
|        |                               |         |                               | Судьи: Тимоти Майер Константин Оленин Линейные судьи: Лукас Кольмюллер Александр Отмахов |
| 10 мин | Штраф                         | 2 мин   |                               | Судьи: Тимоти Майер Константин Оленин Линейные судьи: Лукас Кольмюллер Александр Отмахов |
|        |                               |         |                               |                                                                                          |
|        | 34                            | Броски  | 24                            |                                                                                          |

| 17 мая 2018 20:15 | Финляндия | 2 : 3 (1:0, 0:3, 1:0) | Швейцария | Йюске-банк-боксен, Хернинг Зрителей: 5634 |

| Отчёт | Отчёт                      | Отчёт   | Отчёт                          | Отчёт                                                                             |
| ----- | -------------------------- | ------- | ------------------------------ | --------------------------------------------------------------------------------- |
|       |                            |         |                                |                                                                                   |
|       | Харри Сятери — 00:00-58:31 | Вратари | 00:00-60:00 — Леонардо Дженони | Судьи: Антонин Ержабек Стивен Рено Линейные судьи: Глеб Лазарев Мирослав Лготский |
|       | Голы:                      |         |                                | Судьи: Антонин Ержабек Стивен Рено Линейные судьи: Глеб Лазарев Мирослав Лготский |
|       | 1:0 1:1 1:2 1:3 2:3        |         |                                | Судьи: Антонин Ержабек Стивен Рено Линейные судьи: Глеб Лазарев Мирослав Лготский |
|       |                            |         |                                | Судьи: Антонин Ержабек Стивен Рено Линейные судьи: Глеб Лазарев Мирослав Лготский |
|       |                            |         |                                | Судьи: Антонин Ержабек Стивен Рено Линейные судьи: Глеб Лазарев Мирослав Лготский |
|       |                            |         |                                | Судьи: Антонин Ержабек Стивен Рено Линейные судьи: Глеб Лазарев Мирослав Лготский |
| 0 мин | Штраф                      | 8 мин   |                                | Судьи: Антонин Ержабек Стивен Рено Линейные судьи: Глеб Лазарев Мирослав Лготский |
|       |                            |         |                                |                                                                                   |
|       | 34                         | Броски  | 27                             |                                                                                   |

### Полуфиналы
Время местное (UTC+2).
| 19 мая 2018 15:15 | Швеция | 6 : 0 (1:0, 3:0, 2:0) | США | Роял Арена, Копенгаген Зрителей: 12 490 |

| Отчёт | Отчёт                         | Отчёт   | Отчёт                                  | Отчёт                                                                          |
| --- | ----------------------------- | ------- | -------------------------------------- | ------------------------------------------------------------------------------ |
| |                               |         |                                        |                                                                                |
| | Андерс Нильссон — 00:00-60:00 | Вратари | 00:00-50:48 51:07-60:00 — Кейт Кинкейд | Судьи: Роман Гофман Оливье Гуэн Линейные судьи: Дастин Маккранк Натан Ваностен |
| | Голы:                         |         |                                        | Судьи: Роман Гофман Оливье Гуэн Линейные судьи: Дастин Маккранк Натан Ваностен |
| Виктор Арвидссон — 14:43 (Я. Де ла Роз, Ф. Форсберг) Магнус Пяяйарви Свенссон (мен.) — 27:09 (М. Баклунд) Патрик Хёрнквист (бол.) — 30:05 (М. Баклунд, Д. Клингберг) Маттиас Янмарк — 30:16 (Р. Ракелль) Виктор Арвидссон (п.в.) — 51:07 (М. Зибанеджад) Адриан Кемпе — 57:01 (М. Баклунд) | 1:0 2:0 3:0 4:0 5:0 6:0       |         |                                        | Судьи: Роман Гофман Оливье Гуэн Линейные судьи: Дастин Маккранк Натан Ваностен |
| |                               |         |                                        | Судьи: Роман Гофман Оливье Гуэн Линейные судьи: Дастин Маккранк Натан Ваностен |
| |                               |         |                                        | Судьи: Роман Гофман Оливье Гуэн Линейные судьи: Дастин Маккранк Натан Ваностен |
| |                               |         |                                        | Судьи: Роман Гофман Оливье Гуэн Линейные судьи: Дастин Маккранк Натан Ваностен |
| 14 мин | Штраф                         | 6 мин   |                                        | Судьи: Роман Гофман Оливье Гуэн Линейные судьи: Дастин Маккранк Натан Ваностен |
| |                               |         |                                        |                                                                                |
| | 20                            | Броски  | 41                                     |                                                                                |

| 19 мая 2018 19:15 | Канада | 2 : 3 (0:1, 1:1, 1:1) | Швейцария | Роял Арена, Копенгаген Зрителей: 12 166 |

| Отчёт                                                                                   | Отчёт                                  | Отчёт | Отчёт                          | Отчёт                                                                              |
| --------------------------------------------------------------------------------------- | -------------------------------------- | --- | ------------------------------ | ---------------------------------------------------------------------------------- |
|                                                                                         |                                        | |                                |                                                                                    |
|                                                                                         | Дарси Кемпер — 00:00-57:25 57:53-57:58 | Вратари | 00:00-60:00 — Леонардо Дженони | Судьи: Микко Каукокари Йозеф Кубуш Линейные судьи: Мирослав Лготский Брайан Оливер |
|                                                                                         | Голы:                                  | |                                | Судьи: Микко Каукокари Йозеф Кубуш Линейные судьи: Мирослав Лготский Брайан Оливер |
| Бо Хорват — 27:20 (П-Л. Дюбуа, Ж-Г. Пажо) Колтон Парайко — 57:53 (К. Макдэвид, Б. Шенн) | 0:1 :1 1:2 1:3 2:3                     | 18:41 — Тристан Шервай (Р. Унтерзандер, Д. Кукан) 29:40 — Грегори Хофман (бол.) (К. Фиала, С. Андригетто) 44:14 — Гаэтан Хаас (бол.) (С. Андригетто, Р. Диас) |                                | Судьи: Микко Каукокари Йозеф Кубуш Линейные судьи: Мирослав Лготский Брайан Оливер |
|                                                                                         |                                        | |                                | Судьи: Микко Каукокари Йозеф Кубуш Линейные судьи: Мирослав Лготский Брайан Оливер |
|                                                                                         |                                        | |                                | Судьи: Микко Каукокари Йозеф Кубуш Линейные судьи: Мирослав Лготский Брайан Оливер |
|                                                                                         |                                        | |                                | Судьи: Микко Каукокари Йозеф Кубуш Линейные судьи: Мирослав Лготский Брайан Оливер |
| 6 мин                                                                                   | Штраф                                  | 2 мин |                                | Судьи: Микко Каукокари Йозеф Кубуш Линейные судьи: Мирослав Лготский Брайан Оливер |
|                                                                                         |                                        | |                                |                                                                                    |
|                                                                                         | 45                                     | Броски | 17                             |                                                                                    |

### Матч за 3-е место
Время местное (UTC+2).
| 20 мая 2018 15:45 | США | 4 : 1 (0:0, 1:1, 3:0) | Канада | Роял Арена, Копенгаген Зрителей: 12 111 |

| Отчёт | Отчёт                      | Отчёт                                            | Отчёт                                                  | Отчёт                                                                                |
| --- | -------------------------- | ------------------------------------------------ | ------------------------------------------------------ | ------------------------------------------------------------------------------------ |
| |                            |                                                  |                                                        |                                                                                      |
| | Кейт Кинкейд — 00:00-60:00 | Вратари                                          | 00:00-56:58 57:45-57:55 58:18-60:00 — Кёртис Макелинни | Судьи: Микко Каукокари Йозеф Кубуш Линейные судьи: Мирослав Лготский Сакари Суоминен |
| | Голы:                      |                                                  |                                                        | Судьи: Микко Каукокари Йозеф Кубуш Линейные судьи: Мирослав Лготский Сакари Суоминен |
| Крис Крайдер (бол.) — 26:40 (А. Дебринкэт, Д. Ларкин) Ник Бонино (бол.) — 53:21 (П. Кейн) Андерс Ли (п.в.) — 57:45 (Ч. Макэвой) Крис Крайдер (п.в.) — 58:18 | 1:0 1:1 2:1 3:1 4:1        | 38:06 — Марк-Эдуар Власик (Б. Хорват, К. Террис) |                                                        | Судьи: Микко Каукокари Йозеф Кубуш Линейные судьи: Мирослав Лготский Сакари Суоминен |
| |                            |                                                  |                                                        | Судьи: Микко Каукокари Йозеф Кубуш Линейные судьи: Мирослав Лготский Сакари Суоминен |
| |                            |                                                  |                                                        | Судьи: Микко Каукокари Йозеф Кубуш Линейные судьи: Мирослав Лготский Сакари Суоминен |
| |                            |                                                  |                                                        | Судьи: Микко Каукокари Йозеф Кубуш Линейные судьи: Мирослав Лготский Сакари Суоминен |
| 4 мин | Штраф                      | 14 мин                                           |                                                        | Судьи: Микко Каукокари Йозеф Кубуш Линейные судьи: Мирослав Лготский Сакари Суоминен |
| |                            |                                                  |                                                        |                                                                                      |
| | 37                         | Броски                                           | 25                                                     |                                                                                      |

### Финал
Время местное (UTC+2).
| 20 мая 2018 20:15 | Швеция | 3 : 2 (Б) (1:1, 1:1, 0:0, 0:0, 1:0) | Швейцария | Роял Арена, Копенгаген Зрителей: 14 290 |

| Отчёт | Отчёт                         | Отчёт                                                                                      | Отчёт                          | Отчёт                                                                       |
| --- | ----------------------------- | ------------------------------------------------------------------------------------------ | ------------------------------ | --------------------------------------------------------------------------- |
| |                               |                                                                                            |                                |                                                                             |
| | Андерс Нильссон — 00:00-80:00 | Вратари                                                                                    | 00:00-80:00 — Леонардо Дженони | Судьи: Роман Гофман Оливье Гуэн Линейные судьи: Глеб Лазарев Натан Ваностен |
| | Голы:                         |                                                                                            |                                | Судьи: Роман Гофман Оливье Гуэн Линейные судьи: Глеб Лазарев Натан Ваностен |
| Густав Нюквист — 17:54 (М. Экхольм) Мика Зибанежад (бол.) — 34:53 (О. Экман-Ларссон) Филип Форсберг (поб. бул.) — 80:00 | 0:1 :1 1:2 :2 3:2             | 16:38 — Нино Нидеррайтер (Р. Йоси, К. Фиала) 23:13 — Тимо Майер (бол.) (Э. Корви, Р. Йоси) |                                | Судьи: Роман Гофман Оливье Гуэн Линейные судьи: Глеб Лазарев Натан Ваностен |
| | Буллиты:                      |                                                                                            |                                | Судьи: Роман Гофман Оливье Гуэн Линейные судьи: Глеб Лазарев Натан Ваностен |
| Зибанежад Ракелль Экман-Ларссон Форсберг                                                                                |                               | Андригетто Фиала Корви Хаас Нидеррайтер                                                    |                                | Судьи: Роман Гофман Оливье Гуэн Линейные судьи: Глеб Лазарев Натан Ваностен |
| |                               |                                                                                            |                                | Судьи: Роман Гофман Оливье Гуэн Линейные судьи: Глеб Лазарев Натан Ваностен |
| 4 мин | Штраф                         | 10 мин                                                                                     |                                | Судьи: Роман Гофман Оливье Гуэн Линейные судьи: Глеб Лазарев Натан Ваностен |
| |                               |                                                                                            |                                |                                                                             |
| | 38 (13+11+8+5+1)              | Броски                                                                                     | 27 (7+8+3+9+0)                 |                                                                             |

## Итоговое положение команд
|  | Условные цветовые обозначения |
|  | ----------------------------- |
|  | Команда — чемпион мира        |
|  | Команда — серебряный призёр   |
|  | Команда — бронзовый призёр    |
|  | Переходящие в Первый дивизион |

| 1  | Швеция           |
| 2  | Швейцария        |
| 3  | США              |
| 4  | Канада           |
| 5  | Финляндия        |
| 6  | Россия           |
| 7  | Чехия            |
| 8  | Латвия           |
| 9  | Словакия         |
| 10 | Дания            |
| 11 | Германия         |
| 12 | Франция          |
| 13 | Норвегия         |
| 14 | Австрия          |
| 15 | Беларусь         |
| 16 | Республика Корея |

## Чемпион
| Чемпион мира по хоккею с шайбой 2018 |
| Швеция Одиннадцатый титул            |

Источник: IIHF.com

## Статистика чемпионата

### Лучшие бомбардиры
| Игрок            | И  | Г | П  | О  | +/− | Штр |
| ---------------- | -- | - | -- | -- | --- | --- |
| Патрик Кейн      | 10 | 8 | 12 | 20 | -2  | 0   |
| Себастьян Ахо    | 8  | 9 | 9  | 18 | +15 | 2   |
| Коннор Макдэвид  | 10 | 5 | 12 | 17 | +6  | 10  |
| Рикард Ракелль   | 10 | 6 | 8  | 14 | +7  | 6   |
| Теуво Терявяйнен | 8  | 5 | 9  | 14 | +14 | 8   |
| Кэм Аткинсон     | 10 | 7 | 4  | 11 | -3  | 2   |
| Мика Зибанежад   | 10 | 6 | 5  | 11 | +10 | 0   |
| Микко Рантанен   | 8  | 5 | 6  | 11 | +1  | 6   |

Примечание: И = Количество проведённых игр; Г = Голы; П = Голевые передачи; О = Очки; +/− = Плюс-минус; Штр = Штрафное время
Источник: IIHF.com

### Лучшие вратари
В список включены пять лучших вратарей, сыгравшие не менее 40 % от всего игрового времени своей сборной.
| М | Игрок             | В      | Бр  | ПШ | КН   | %ОБ   | И"0" |
| - | ----------------- | ------ | --- | -- | ---- | ----- | ---- |
| 1 | Андерс Нильссон   | 440:00 | 174 | 8  | 1.09 | 95.40 | 3    |
| 2 | Фредерик Андерсен | 362:56 | 178 | 10 | 1.65 | 94.38 | 1    |
| 3 | Игорь Шестёркин   | 204:57 | 86  | 5  | 1.46 | 94.19 | 2    |
| 4 | Элвис Мерзликин   | 360:35 | 151 | 9  | 1.50 | 94.04 | 2    |
| 5 | Харри Сятери      | 298:31 | 114 | 7  | 1.41 | 93.86 | 1    |

Примечание: М — Место в рейтинге; В = Количество сыгранных минут; Бр = Броски; ПШ = Пропущено шайб; КН = Коэффициент надёжности; %ОБ = Процент отражённых бросков; И"0" = «Сухие игры»
Источник: IIHF.com

### Индивидуальные награды
Самый ценный игрок (MVP):  Патрик Кейн
Лучшие игроки:
| Вратарь    | Андерс Нильссон |
| Защитник   | Йон Клингберг   |
| Нападающий | Себастьян Ахо   |

Символическая сборная:
| Вратарь    | Андерс Нильссон      |
| Защитник   | Адам Ларссон         |
| Защитник   | Оливер Экман-Ларссон |
| Нападающий | Рикард Ракелль       |
| Нападающий | Патрик Кейн          |
| Нападающий | Себастьян Ахо        |